# Liste der Biografien/Alt
Liste der Biografien |
Portal Biografien |
Personensuche
# |
A |
B |
C |
D |
E |
F |
G |
H |
I |
J |
K |
L |
M |
N |
O |
P |
Q |
R |
S |
T |
U |
V |
W |
X |
Y |
Z |
?
 
Aa |
Ab |
Ac |
Ad |
Ae |
Af |
Ag |
Ah |
Ai |
Aj |
Ak |
Al |
Am |
An |
Ao |
Ap |
Aq |
Ar |
As |
At |
Au |
Av |
Aw |
Ax |
Ay |
Az
 
Ala |
Alb |
Alc |
Ald |
Ale |
Alf |
Alg |
Alh |
Ali |
Alj |
Alk |
All |
Alm |
Aln |
Alo |
Alp |
Alq |
Alr |
Als |
Alt |
Alu |
Alv |
Alw |
Alx |
Aly |
Alz
Die Liste der Biografien führt alle Personen auf, die in der deutschsprachigen Wikipedia einen Artikel haben. Dieses ist eine Teilliste mit 867 Einträgen von Personen, deren Namen mit den Buchstaben „Alt“ beginnt.

## Alt
- Alt, Albrecht (1883–1956), deutscher evangelischer Theologe und Alttestamentler
- Alt, Augustus (1734–1815), britischer Soldat und erster Landvermesser von New South Wales
- Alt, Carl (* 1873), deutscher Literaturhistoriker und Hochschullehrer
- Alt, Carol (* 1960), US-amerikanisches Fotomodell und SchauspielerinCarol Alt (* 1960)

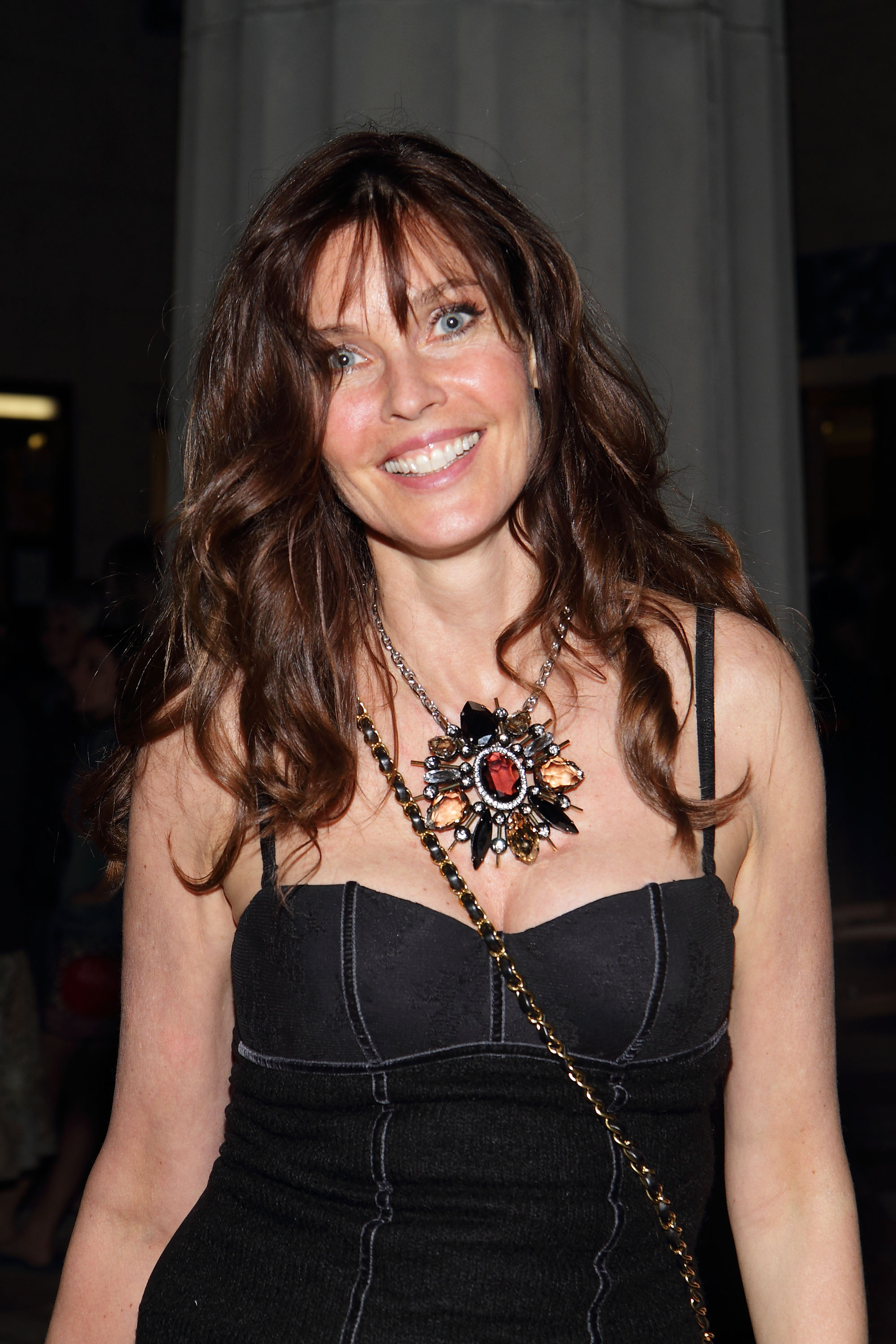
Carol Alt (* 1960)

- Alt, Christian (* 1988), deutscher Journalist, Autor und Podcaster
- Alt, Denis (* 1980), deutscher Politiker (SPD), MdL
- Alt, Dennis (* 1986), deutscher Maskenbildner
- Alt, Don (1916–1988), US-amerikanischer Politiker (Republikanische Partei)
- Alt, Eckhard (* 1949), deutscher Arzt, Wissenschaftler, Erfinder, Autor und Unternehmer
- Alt, Ernst (1935–2013), deutscher Maler und Bildhauer
- Alt, Eugen (1878–1936), deutscher Meteorologe, Klimatologe und Hochschullehrer
- Alt, Florian (* 1996), deutscher Motorradrennfahrer
- Alt, Franz (1821–1914), österreichischer Vedutenmaler
- Alt, Franz (1910–2011), US-amerikanischer Mathematiker österreichischer Herkunft
- Alt, Franz (* 1938), deutscher Journalist und Buchautor
- Alt, Frederick (* 1949), US-amerikanischer Genetiker und Immunologe
- Alt, Gallus (1610–1687), Fürstabt von St. Gallen
- Alt, Georg († 1510), Übersetzer und Historiograph
- Alt, Günter D. (* 1944), deutscher Fernsehjournalist und Moderator
- Alt, Hans (1938–2000), deutscher Fußballspieler
- Alt, Hans Ulrich, württembergischer Maler
- Alt, Hans Wilhelm (* 1945), deutscher Mathematiker
- Alt, Hans-Peter (* 1953), deutscher Fußballspieler
- Alt, Heinrich (* 1950), deutscher Beamter, Mitglied im Vorstand der Bundesagentur für Arbeit
- Alt, Heinz (1922–1945), deutscher Komponist und ein Opfer des NS-Regimes
- Alt, Hermann (1889–1954), deutscher Maschinenbau-Ingenieur und Hochschullehrer
- Alt, Irene (* 1957), deutsche Politikerin (Bündnis 90/Die Grünen)
- Alt, Jakob (1789–1872), deutsch-österreichischer Maler und Lithograph
- Alt, Joe (* 2003), US-amerikanischer American-Football-SpielerJoe Alt (* 2003)

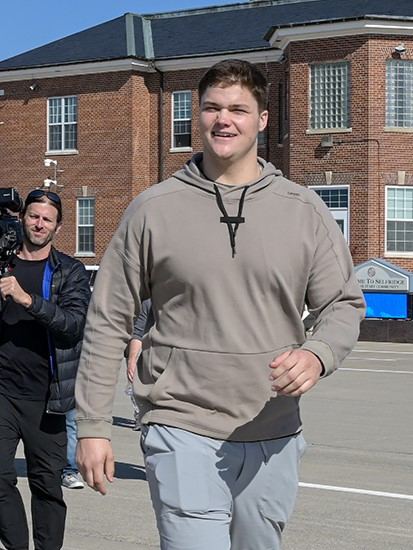
Joe Alt (* 2003)

- Alt, Johann Karl Wilhelm (1797–1869), deutscher evangelischer Theologe
- Alt, Johannes (* 1896), deutscher Germanist
- Alt, John (* 1962), US-amerikanischer American-Football-Spieler
- Alt, Jörg (* 1961), deutscher Sozialethiker und Ordensgeistlicher
- Alt, Jörn-Felix (* 1988), deutscher Schauspieler, Sänger und Musicaldarsteller
- Alt, Jürgen August (* 1949), deutscher Autor
- Alt, Karin (* 1928), deutsche Altphilologin
- Alt, Karl (1897–1951), deutscher evangelischer Theologe und Autor
- Alt, Kurt W. (* 1948), deutscher Anthropologe und Hochschullehrer
- Alt, Lars (* 1991), deutscher Politiker (FDP), MdL Niedersachsen
- Alt, Lore (1925–2023), deutsche Stenotypistin und ehemalige vierfache Weltmeisterin im Schnellschreiben auf der Schreibmaschine
- Alt, Männy (1910–2000), Schweizer Spanienkämpfer
- Alt, Mark (* 1991), US-amerikanischer Eishockeyspieler
- Alt, Michael (1905–1973), deutscher Musikpädagoge
- Alt, Otmar (* 1940), deutscher Maler, Grafiker, Designer und BildhauerOtmar Alt (* 1940)

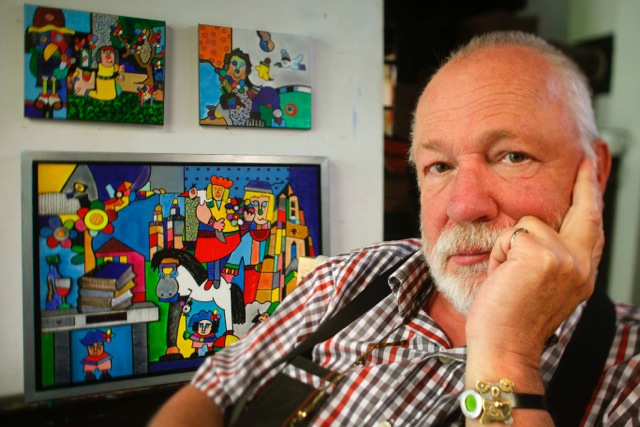
Otmar Alt (* 1940)

- Alt, Patrick (* 1985), deutscher Fußballschiedsrichter
- Alt, Peter-André (* 1960), deutscher Literaturwissenschaftler und Universitätspräsident
- Alt, Ralph (* 1947), deutscher Richter und Schachfunktionär
- Alt, Renata (* 1965), deutsch-slowakische Politikerin (FDP), MdB
- Alt, Robert (1905–1978), deutscher Erziehungswissenschaftler
- Alt, Robert (1927–2017), Schweizer Bobfahrer
- Alt, Rudi (1914–2002), deutscher Widerstandskämpfer (Weiße Rose)
- Alt, Rudolf (* 1926), deutscher Fußballspieler
- Alt, Rudolf von (1812–1905), österreichischer Maler und Aquarellist
- Alt, Sabine (* 1959), deutsche Schriftstellerin
- Alt, Salome (1568–1633), Geliebte des Fürsterzbischofs von SalzburgSalome Alt (1568–1633)

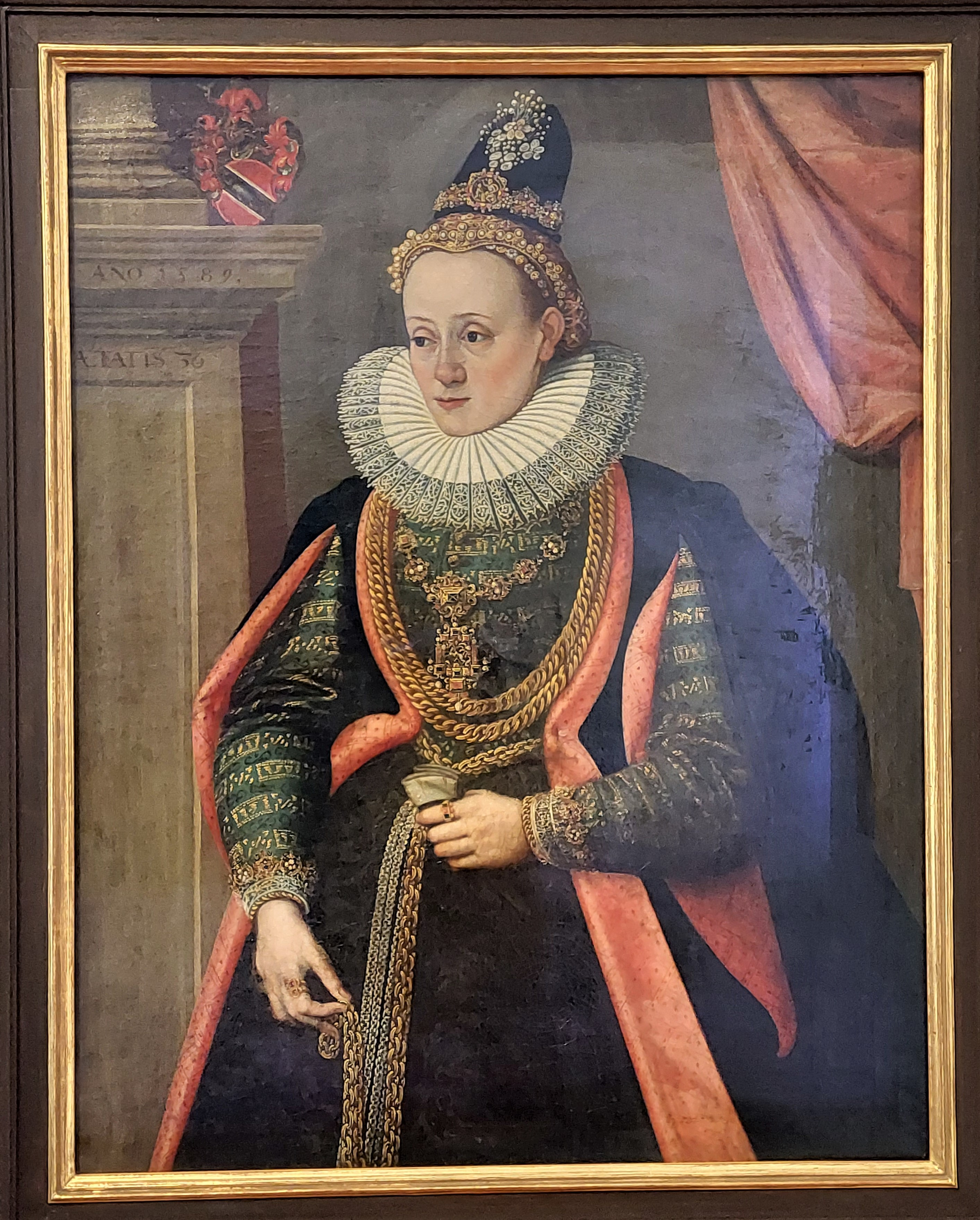
Salome Alt (1568–1633)

- Alt, Susanne (* 1978), deutsche Saxophonistin und Komponistin
- Alt, Tabea (* 2000), deutsche Kunstturnerin
- Alt, Theodor (1846–1937), deutscher Maler
- Alt, Walter (1947–2010), deutscher Banker
- Alt, Wolfgang (* 1947), deutscher Mathematiker und Zellbiologe
- Alt-Küpers, Hans (* 1948), deutscher Politiker (SPD), MdL
- Alt-Lantschner, Grete (1906–1989), österreichische Skirennläuferin
- Alt-Stutterheim, Joachim Friedrich von (1889–1950), deutscher Staatsbeamter

### Alta
- Altabajewa, Jekaterina Borissowna (* 1956), russische Politikerin
- Altacher, Margret (* 1986), österreichische Skirennläuferin
- Altafaj, Amadeu (* 1968), spanischer Diplomat
- Altafini, José (* 1938), italienisch-brasilianischer FußballspielerJosé Altafini (* 1938)

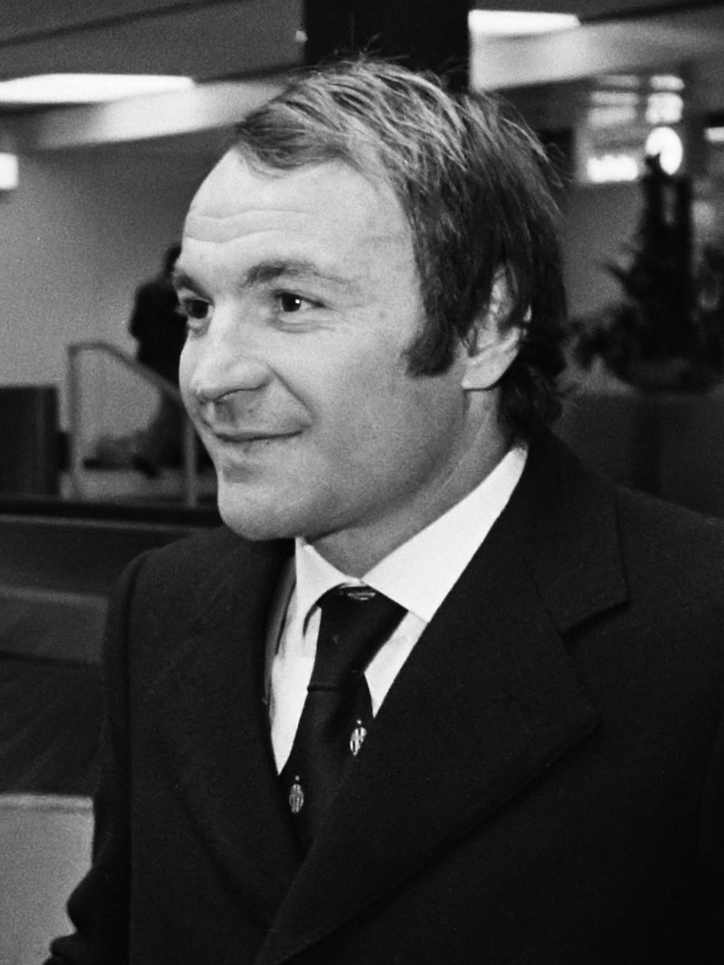
José Altafini (* 1938)

- Altair (1938–2019), brasilianischer Fußballspieler
- Altaiskaja, Wera Wladimirowna (1919–1978), sowjetische Schauspielerin
- Altajew, Al. (1872–1959), russische bzw. sowjetische Schriftstellerin
- Altalib, Hisham (* 1940), amerikanisch-irakischer Finanzdirektor des Internationalen Instituts für Islamisches Gedankengut (IIIT)
- Altamimi, Ammar (* 1988), kuwaitischer Squashspieler
- Altamira, Ignacio (1860–1906), mexikanischer Botschafter
- Altamira, Rafael (1866–1951), spanischer Jurist und Historiker sowie Richter am Ständigen Internationalen Gerichtshof
- Altamirano Argüello, Carlos Aníbal (1942–2015), ecuadorianischer Geistlicher, Bischof von Azogues
- Altamirano y Bulnes, Luis María (1887–1970), mexikanischer Geistlicher und Erzbischof von Morelia
- Altamirano, Carlos (1922–2019), chilenischer Politiker (Sozialistische Partei)
- Altamirano, Collin (* 1995), US-amerikanischer Tennisspieler
- Altamirano, Héctor (* 1977), mexikanischer Fußballspieler
- Altamirano, Javier (* 1999), chilenischer Fußballspieler
- Altamirano, Luis (1876–1938), chilenischer General und Politiker
- Altamirano, Nicolás (* 1990), chilenischer Fußballspieler
- Altamura, Tullio (1924–2005), italienischer Schauspieler
- Altan Khan (1507–1582), mongolischer FürstAltan Khan (1507–1582)

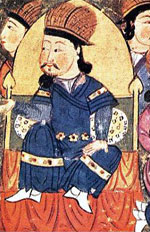
Altan Khan (1507–1582)

- Altan, Ahmet (* 1950), türkischer Journalist und Schriftsteller
- Altan, Çetin (1927–2015), türkischer Autor und Politiker
- Altan, Francesco Tullio (* 1942), italienischer Comiczeichner
- Altan, Mehmet (* 1953), türkischer Ökonom und Hochschullehrer
- Altan, Saadet İkesus (1916–2007), türkische Opernsängerin (Sopran)
- Altan, Sinem (* 1985), türkische Komponistin und Pianistin
- Altanchujag, Chaidawyn (* 1946), mongolischer Boxer
- Altanchujag, Gaadangiin (* 1948), mongolischer Komponist
- Altanchujag, Njamaagiin (* 1970), mongolischer Boxer
- Altanchujag, Norowyn (* 1958), mongolischer Politiker
- Altaner, Berthold (1885–1964), deutscher katholischer Kirchenhistoriker
- Altangerel, Bayartsetseg (* 1990), mongolische Schauspielerin und Model
- Altani, Frau aus der Familie von Dschingis Khan, Heldin
- Altansüch, Sodnomdardschaagiin (* 1969), mongolischer Boxer
- Altaras, Aaron (* 1995), deutscher Schauspieler, Sänger und DJAaron Altaras (* 1995)

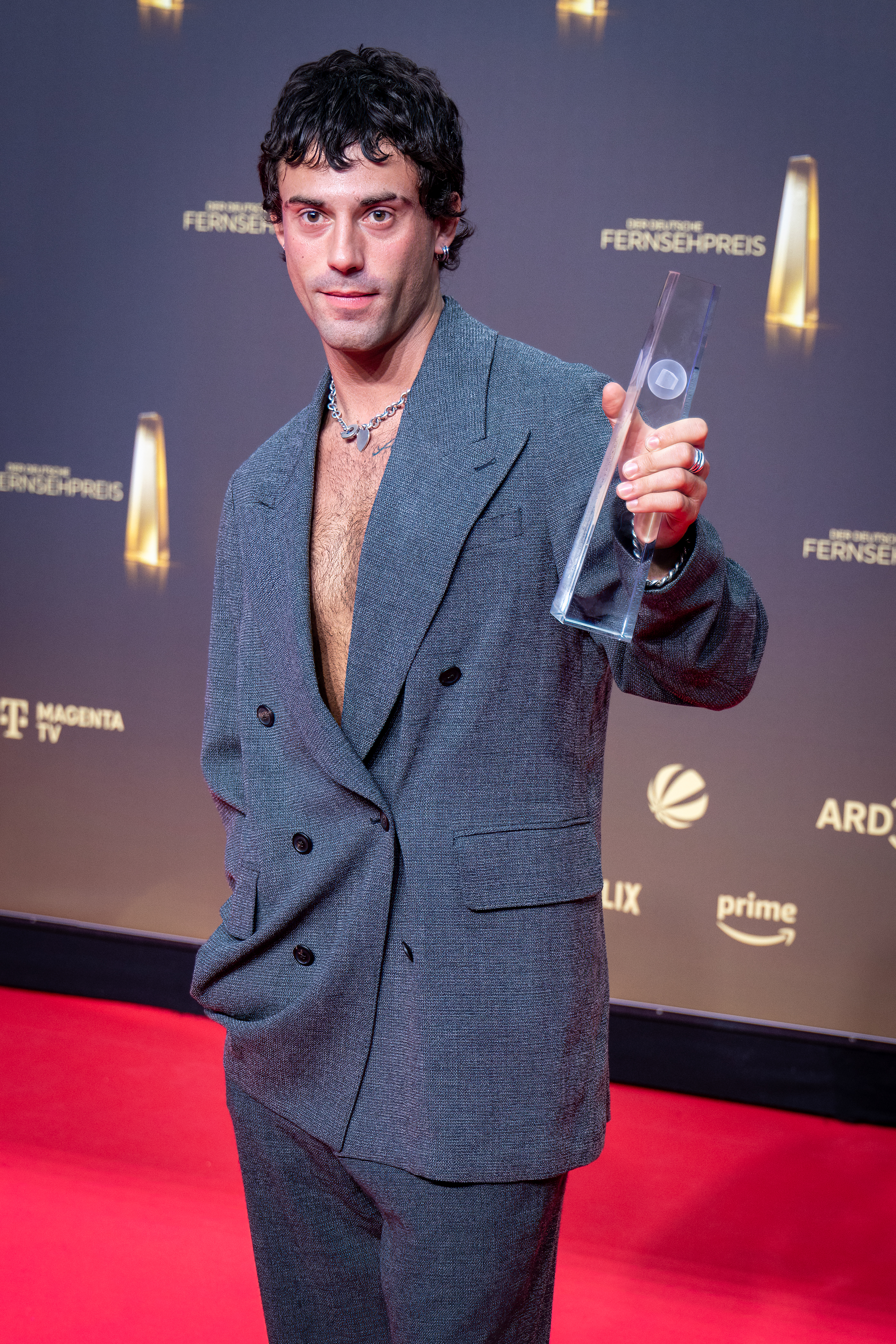
Aaron Altaras (* 1995)

- Altaras, Adriana (* 1960), deutsche Schauspielerin und Regisseurin
- Altaras, Jakob (1918–2001), jugoslawischer Radiologe
- Altaras, Leo (* 2000), deutscher Schauspieler
- Altaras, Thea (1924–2004), deutsche Architektin
- Altarelli, Guido (1941–2015), italienischer theoretischer Physiker
- Altarelli, Massimo (* 1948), italienischer Physiker und Wissenschaftsmanager in der europäischen Großforschung
- Altariba, Béatrice (* 1939), französische Schauspielerin
- Altarjow, Dmitri Wladimirowitsch (* 1980), russischer Eishockeyspieler
- Altarriba, Antonio (* 1952), spanischer Schriftsteller, Comicautor und Professor für französische Literatur
- Altausen, Dschek (1907–1942), sowjetischer Schriftsteller
- Altay, Orhan (* 1978), türkischer Fußballspieler und -trainer
- Altay, Şefik Vural (* 1959), türkischer Diplomat

### Altb
- Altbach, Philip G. (* 1941), amerikanischer Autor, Forscher und ehemaliger Professor am Boston College und außerdem Gründungsdirektor des Boston College Center for International Higher Education
- Altberg, Alexandre (1908–2009), brasilianischer Architekt
- Altbießer, Symphorian, Theologe und Reformator

### Altd
- Altdorfer, Albrecht († 1538), deutscher Maler, Kupferstecher und Baumeister des RenaissancezeitaltersAlbrecht Altdorfer († 1538)

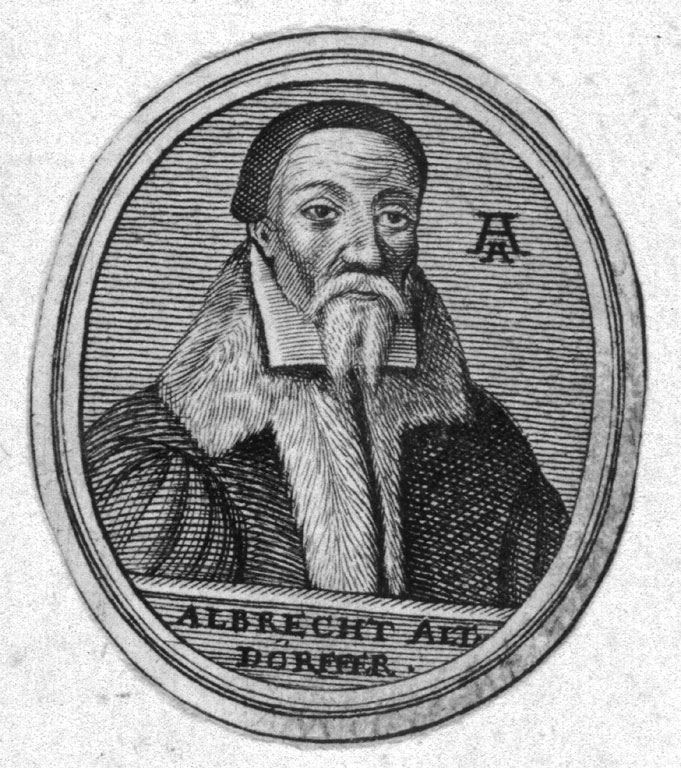
Albrecht Altdorfer († 1538)

- Altdorfer, Erhard, deutscher Maler, Zeichner und Baumeister
- Altdorfer, Georg (1437–1495), deutscher Geistlicher, Bischof von Chiemsee
- Altdorfer, Johann Jacob (1741–1804), Schweizer evangelischer Theologe und Prediger

### Alte
- Alte Siegentäler, der (1847–1931), Landwirt
- Alte, Tom (* 1995), deutscher Basketballspieler
- Altefrohne, Hilke (* 1972), deutsche Schauspielerin und Hörspielsprecherin
- Altegoer, Gustav (1859–1934), deutscher Politiker (Zentrum), MdL
- Altegoer, Werner (1935–2013), deutscher Fußballfunktionär
- Alteheld, Matthias (* 1971), deutscher Pianist und Professor für Liedgestaltung
- Altekamp, Sebastian (* 1963), deutscher Jazzmusiker (Piano, Komposition)
- Altekamp, Stefan (* 1959), deutscher Klassischer Archäologe
- Alteköster, Alois (1931–1968), deutscher Mediziner
- Altekrüger, Güldane (* 1975), deutsche Kochbuchautorin, Bloggerin, Verlegerin und Rezeptentwicklerin
- Altekrüger, Harald (* 1955), deutscher Politiker (CDU)
- Altemark, Joachim (1906–1963), deutscher Musikwissenschaftler, Lehrer und Organist
- Altemark-Vanneryr, Gabriel (* 1985), schwedischer Fußballspieler
- Altemeier, Friedrich (1886–1968), deutscher Jagdflieger
- Altemir, Bartolomé (1783–1843), spanischer Franziskaner, Universitätsprofessor und Generalminister des Franziskanerordens
- Altemöller, Eva-Maria (* 1957), deutsche Autorin und Bibliothekarin
- Altemüller, Tobias (* 1972), deutscher Schauspieler und Synchronsprecher
- Alten, Bella (1877–1962), deutsch-britische Opernsängerin (Sopran/Koloratursopran)
- Alten, Carl von (1764–1840), hannoversch-britischer General und StaatsmannCarl von Alten (1764–1840)

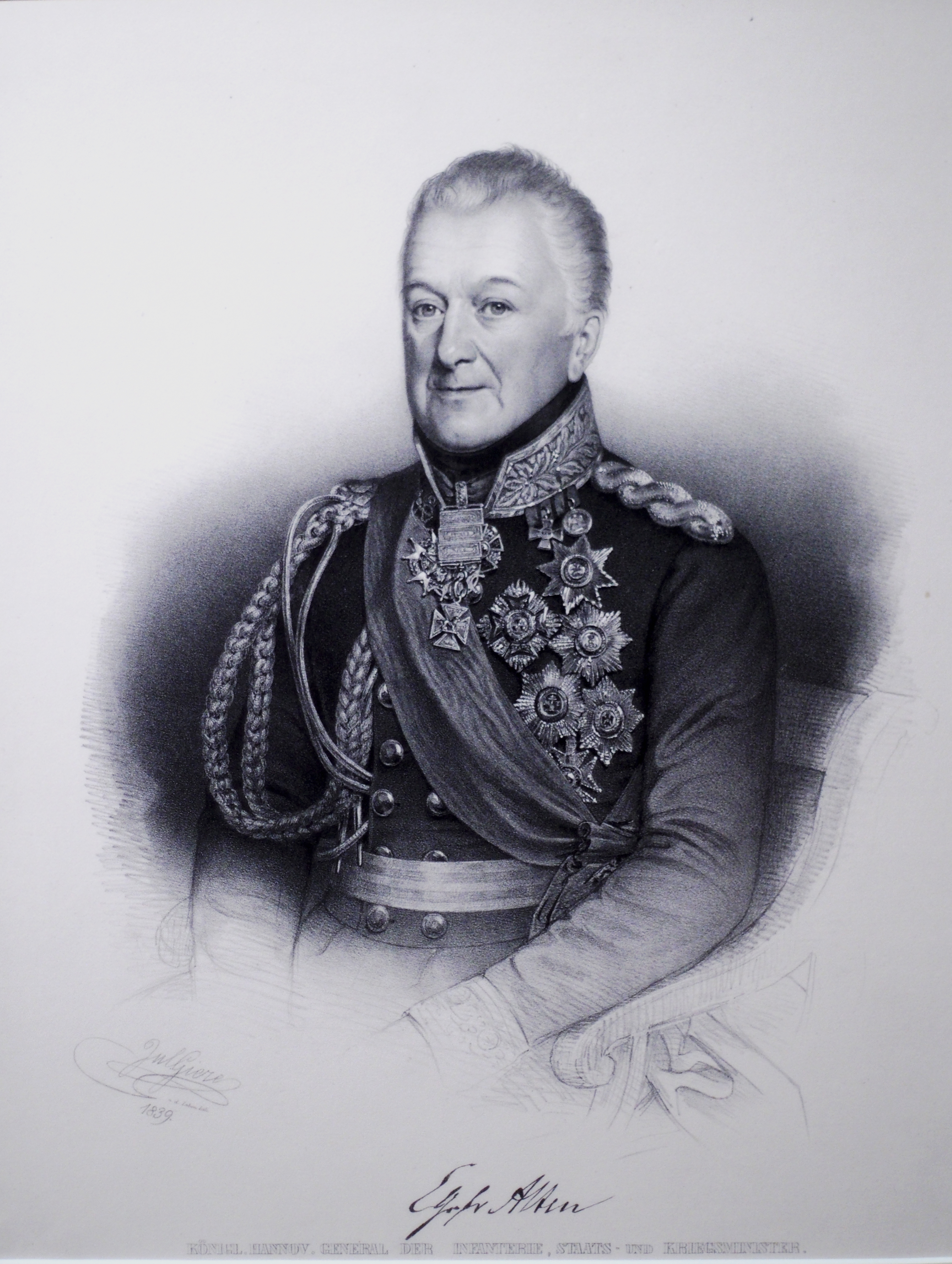
Carl von Alten (1764–1840)

- Alten, Ferdinand von (1885–1933), deutscher Schauspieler
- Alten, Franz von (1812–1889), deutscher Offizier, MdR
- Alten, Fred (1913–1981), deutscher Dramaturg und Übersetzer
- Alten, Friedrich Kurd von (1822–1894), oldenburgischer Oberkammerherr und Archäologe
- Alten, Friedrich von (1888–1944), deutscher Verwaltungsjurist, Landrat in Schlesien, im Sudetenland und in der Neumark
- Alten, Georg von (1815–1882), deutscher Diplomat
- Alten, Georg von (1846–1912), preußischer Generalleutnant, Militärhistoriker
- Alten, Georg von (1848–1904), preußischer Generalmajor
- Alten, Georg von (1875–1950), deutscher Generalmajor im Zweiten Weltkrieg
- Alten, Hans-Henning von (1890–1947), deutscher Offizier, Generalmajor der Wehrmacht im Zweiten Weltkrieg
- Alten, Hedwig von (1847–1922), deutsche Schriftstellerin und Frauenrechtlerin
- Alten, Heinz-Wilhelm (1929–2019), deutscher Mathematiker
- Alten, Jürgen von (1903–1994), deutscher Schauspieler, Drehbuchautor und Filmregisseur
- Alten, Karl von (1833–1901), preußischer General der Kavallerie, Gouverneur der Festung Ulm
- Alten, Kurt von (1864–1927), deutscher Verwaltungsjurist und Parlamentarier
- Alten, Luise von (1832–1911), deutsche Hofdame der britischen Königin Victoria
- Alten, Martin Friedrich van (1762–1843), preußischer Baubeamter und Hochschullehrer
- Alten, Mathias J. (1871–1938), deutsch-amerikanischer impressionistischer Maler
- Alten, Victor von (1817–1891), deutscher Politiker, MdR, Regierungspräsident
- Alten, Victor von (1880–1967), deutscher Offizier und nationalsozialistischer Funktionsträger
- Alten, Viktor von (1755–1820), hannoverscher Generalleutnant
- Alten, Viktor von (1800–1879), Hannoverscher Geheimer Rat, Ritter des Johanniterordens sowie Herr auf Wilkenburg und Sundern
- Alten, Viktor von (1821–1890), preußischer Generalleutnant und Kommandant von Danzig
- Alten, Viktor von (1854–1917), preußischer Verwaltungsbeamter und Landrat
- Alten, Wietse van (* 1978), niederländischer Bogenschütze
- Alten, Wilken von (1885–1944), deutscher Kunsthistoriker und Kustos der Bremer Kunsthalle
- Alten-Allen, Folbert van (1635–1715), niederländischer Vedoutenmaler
- Alten-Linsingen, Karl Georg Edmund von (1843–1916), hannoverscher, später preußischer Offizier, Kammerherr, Major und Flügeladjutant von Kaiser Wilhelm II.
- Alten-Nordheim, Odal von (1922–2004), deutscher Politiker (CDU), MdB
- Altena, Carl (1894–1971), deutscher Maler
- Altena, Maarten (* 1943), niederländischer Komponist und Kontrabassist
- Altenähr, Albert (1942–2022), deutscher römisch-katholischer Ordensgeistlicher
- Altenaich, Kaspar († 1605), deutscher Rechtswissenschaftler
- Altenauer, Johann Caspar († 1766), deutscher Artillerist des Barock, Schildwirt
- Altenbach, Hans-Josef (* 1946), deutscher Chemiker und Hochschullehrer
- Altenbach, Holm (* 1956), deutscher Universitätsprofessor und Herausgeber
- Altenbach, Maurice (1933–2005), Schweizer Musikpädagoge, Komponist und Cellist
- Altenbach, Otto (* 1948), deutscher Autorennfahrer
- Altenbacher, Franz (1862–1936), österreichischer Politiker (Großdeutsche Vereinigung, Großdeutsche Volkspartei), Abgeordneter zum Nationalrat
- Altenbeck, Detlef (* 1966), deutscher Theaterregisseur und Autor
- Altenberend, Johannes (* 1952), deutscher Historiker
- Altenberg, Arthur (1862–1926), deutscher Politiker
- Altenberg, Eugen (1886–1965), deutscher Landschaftsmaler und Porträtmaler der Düsseldorfer Schule
- Altenberg, Jakob (1875–1944), österreichischer Geschäftsmann und Geschäftspartner des jungen Adolf Hitler
- Altenberg, Peter (1859–1919), österreichischer SchriftstellerPeter Altenberg (1859–1919)

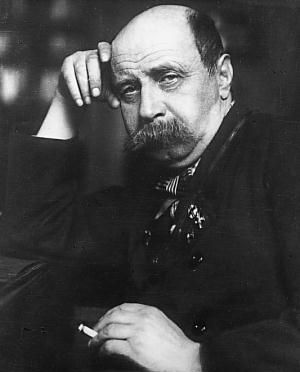
Peter Altenberg (1859–1919)

- Altenberg, Theo (* 1952), deutscher Fotograf, Filmemacher und Performer
- Altenberger, Judith (* 1996), österreichische Schauspielerin
- Altenberger, Verena (* 1987), österreichische SchauspielerinVerena Altenberger (* 1987)

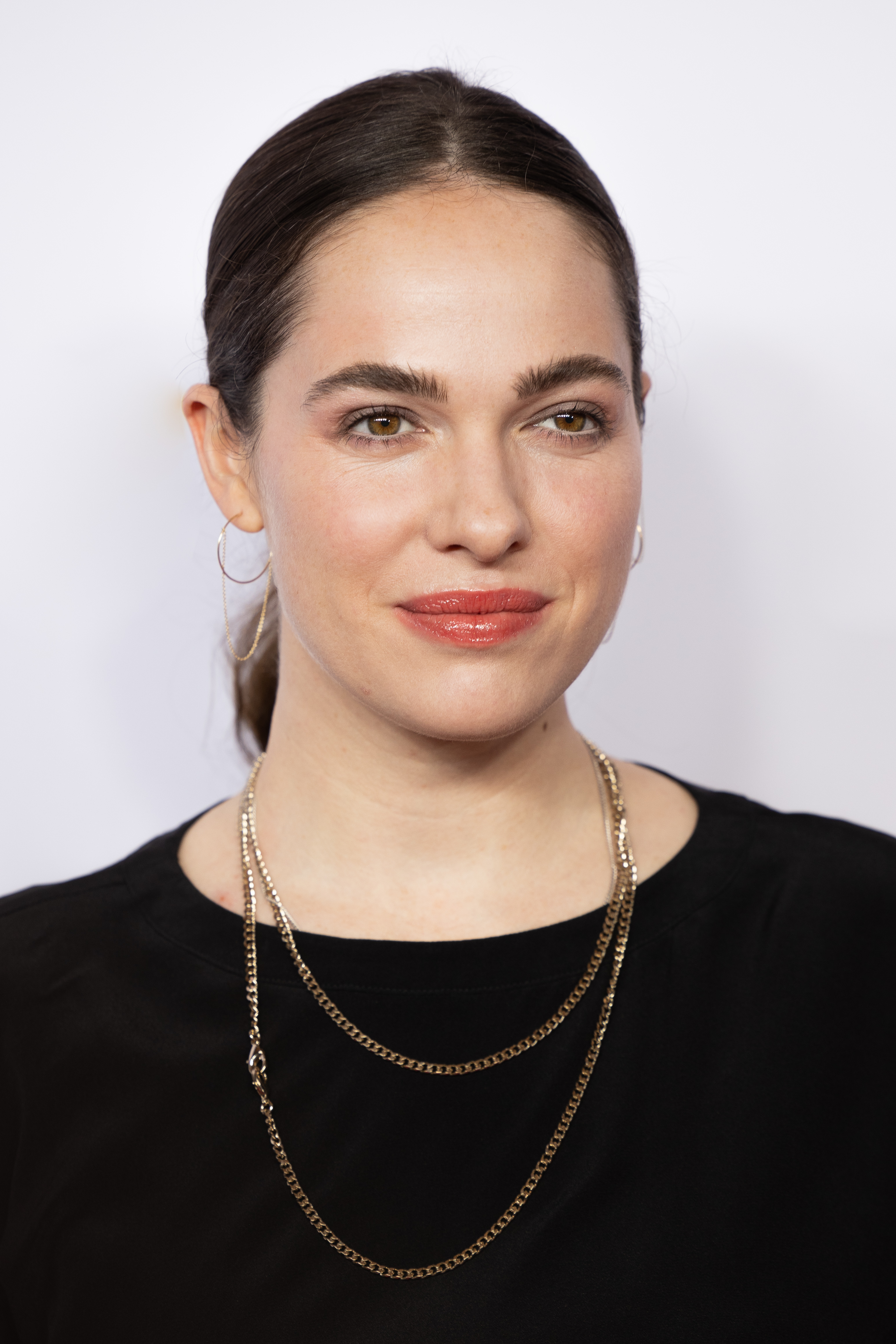
Verena Altenberger (* 1987)

- Altenbernd, Ludwig (1818–1890), deutscher Autor, Heimatdichter und Rechnungsbeamter
- Altenbockum, Carl von (1842–1910), deutsch-baltischer Adeliger, hessischer Landespolitiker und Staatsbeamter
- Altenbockum, Jasper von (* 1962), deutscher Journalist
- Altenbockum, Karl Ferdinand von (1786–1841), kurfürstlich-hessischer Generalmajor
- Altenbockum, Katharina von (1680–1743), Mätresse des polnischen Königs August II.
- Altenbourg, Gerhard (1926–1989), deutscher Maler und Grafiker
- Altenbrandt, Erhard (1939–2020), deutscher Aikido-Pionier
- Altenbroxter, Hein (* 1961), deutscher Schlagzeuger
- Altenburg, Albert (1894–1950), deutscher Holzschnitzer und Architekt
- Altenburg, Andreas (* 1969), deutscher Autor und Sprecher
- Altenburg, Christian Gottlieb (1742–1826), deutscher Mediziner und Heimatforscher
- Altenburg, Cornelis van (1871–1953), niederländischer Sportschütze
- Altenburg, Detlef (1947–2016), deutscher Musikwissenschaftler
- Altenburg, Dieter (1942–2019), deutscher Ruderer und Rudertrainer
- Altenburg, Eduard (1894–1943), deutscher Politiker (NSDAP), MdR
- Altenburg, Felix (1889–1970), deutscher Diplomat
- Altenburg, Franz Josef (1941–2021), österreichischer Keramikkünstler
- Altenburg, Günther (1894–1984), deutscher Diplomat im Zweiten Weltkrieg, Generalbevollmächtigter im besetzten Griechenland
- Altenburg, Günther Johannes (1940–2017), deutscher Diplomat
- Altenburg, Johann Ernst (1734–1801), deutscher Komponist und Organist
- Altenburg, Karl-Georg (* 1963), deutscher Bankmanager und Sportfunktionär
- Altenburg, Kurt (* 1922), deutscher Physiker und Hochschullehrer
- Altenburg, Leopold (* 1971), österreichischer Schauspieler
- Altenburg, Lisa (* 1989), deutsche Hockeynationalspielerin
- Altenburg, Marichen (1799–1869), Mutter des Dichters Henrik Ibsen
- Altenburg, Matthias (* 1958), deutscher Journalist und SchriftstellerMatthias Altenburg (* 1958)

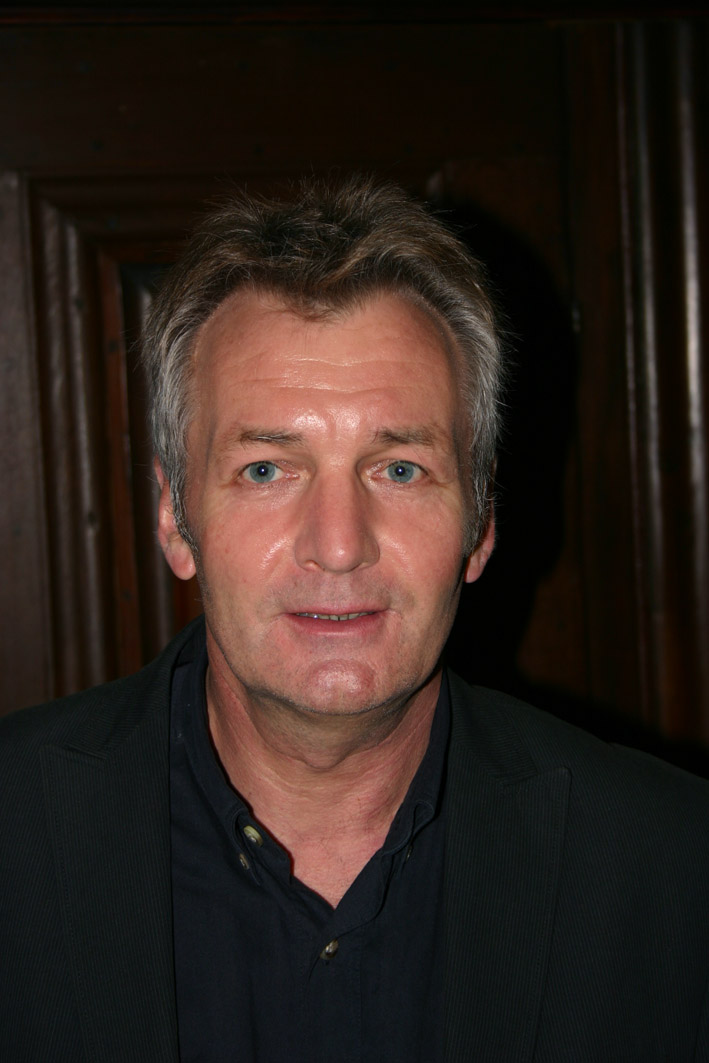
Matthias Altenburg (* 1958)

- Altenburg, Michael (1584–1640), deutscher Komponist
- Altenburg, Otto (1873–1950), deutscher Historiker und Gymnasialprofessor
- Altenburg, Tilman (* 1959), deutscher Wirtschaftsgeograph
- Altenburg, Valentin (* 1981), deutscher Hockeytrainer
- Altenburg, Wilhelm (1835–1914), deutscher Musikhistoriker
- Altenburg, Wolfgang (1928–2023), deutscher GeneralWolfgang Altenburg (1928–2023)

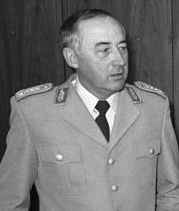
Wolfgang Altenburg (1928–2023)

- Altenburg-Kohl, Dadja (* 1949), tschechische Ärztin und Unternehmerin
- Altenburg-Maler, griechischer Vasenmaler
- Altenburger, Alfred (1923–2008), Schweizer Eisschnellläufer
- Altenburger, Christian (* 1957), österreichischer Violinist
- Altenburger, Erwin (1903–1984), österreichischer Politiker (ÖVP), Abgeordneter zum Nationalrat
- Altenburger, Fanny (* 2000), österreichische Schauspielerin
- Altenburger, Florian (* 1993), österreichischer Skispringer
- Altenburger, Franz Bernhard († 1736), deutscher Maler
- Altenburger, Gregor (* 1979), Schweizer Schauspieler und Sänger
- Altenburger, Karl (1909–1978), deutscher Radrennfahrer
- Altenburger, Otto A. (* 1951), österreichischer Wirtschaftswissenschaftler und pensionierter Universitätsprofessor für Betriebswirtschaftslehre an der Universität Wien
- Altenburger, Rolf, deutscher Biologe
- Altenburger, Wolfgang (1931–2008), deutscher Journalist, Chefredakteur des Mosaik (Zeitschrift) und der Kinderzeitschrift Atze
- Altendorf, Christoph von, schwarzburgischer Aufständiger im Bauernkrieg
- Altendorf, Werner (1906–1945), deutscher Politiker (NSDAP), MdR, MdLWerner Altendorf (1906–1945)

Werner Altendorf (1906–1945)

- Altendorf, Wilhelm (1874–1948), deutscher Konstrukteur und Maschinenbauer
- Altendorf, Wolfgang (1921–2007), deutscher Schriftsteller, Verleger und Maler
- Altendorff, Hans-Joachim (1940–2016), deutscher Fußballspieler
- Altendorff, Hugo (1843–1933), deutscher Architekt
- Alteneder, Max Joseph (1848–1923), deutscher Geistlicher, Generalvikar des Bistums Passaus
- Altenfelder, Andy (* 1944), deutscher Jazztrompeter
- Altenfels, Markus (* 1974), österreichischer Autor von Kinder- und Jugendbüchern
- Altenhain, Gustav (1891–1968), deutscher Politiker (FDP), MdL
- Altenhain, Karsten (* 1962), deutscher Jurist und Hochschullehrer
- Altenhaus, Peter von († 1513), Rat, Stallmeister und Truchsess Kaiser Maximilians I.
- Altenhein, Hans (* 1927), deutscher Verleger
- Altenhofen, Margarethe († 1646), Opfer der Hexenprozesse in Rhens
- Altenhöfer, August Joseph (1804–1876), deutscher Journalist und Redakteur
- Altenhofer, Beatrice (1874–1957), Theater- und Filmschauspielerin der Stummfilmzeit
- Altenhöfer, Erich, deutscher Bauforscher
- Altenhöfer, Ludwig (1921–1974), deutscher Journalist und Politiker (CSU), MdL Bayern
- Altenhofer, Norbert (1939–1991), deutscher Literaturwissenschaftler und Hochschullehrer
- Altenhuber, Hans (1924–2022), österreichischer Erwachsenenbildner
- Altenhuber, Louisa (* 1995), österreichische Ruderin
- Altenkamp, Britta (* 1964), deutsche Politikerin (SPD), MdL
- Altenkamp, Norbert (* 1972), deutscher Politiker (CDU), MdB
- Altenkirch, Alexe (1871–1943), deutsche Malerin, Grafikerin, Designerin und Kunstpädagogin
- Altenkirch, Ernst Albert (1903–1980), deutscher SED-Funktionär, Mitglied der Zentralen Parteikontrollkommission
- Altenkirch, Hans-Dieter (1934–2000), deutscher Fußballspieler
- Altenkirch, Otto (1875–1945), deutscher Maler
- Altenkopf, Erich (* 1969), österreichischer SchauspielerErich Altenkopf (* 1969)

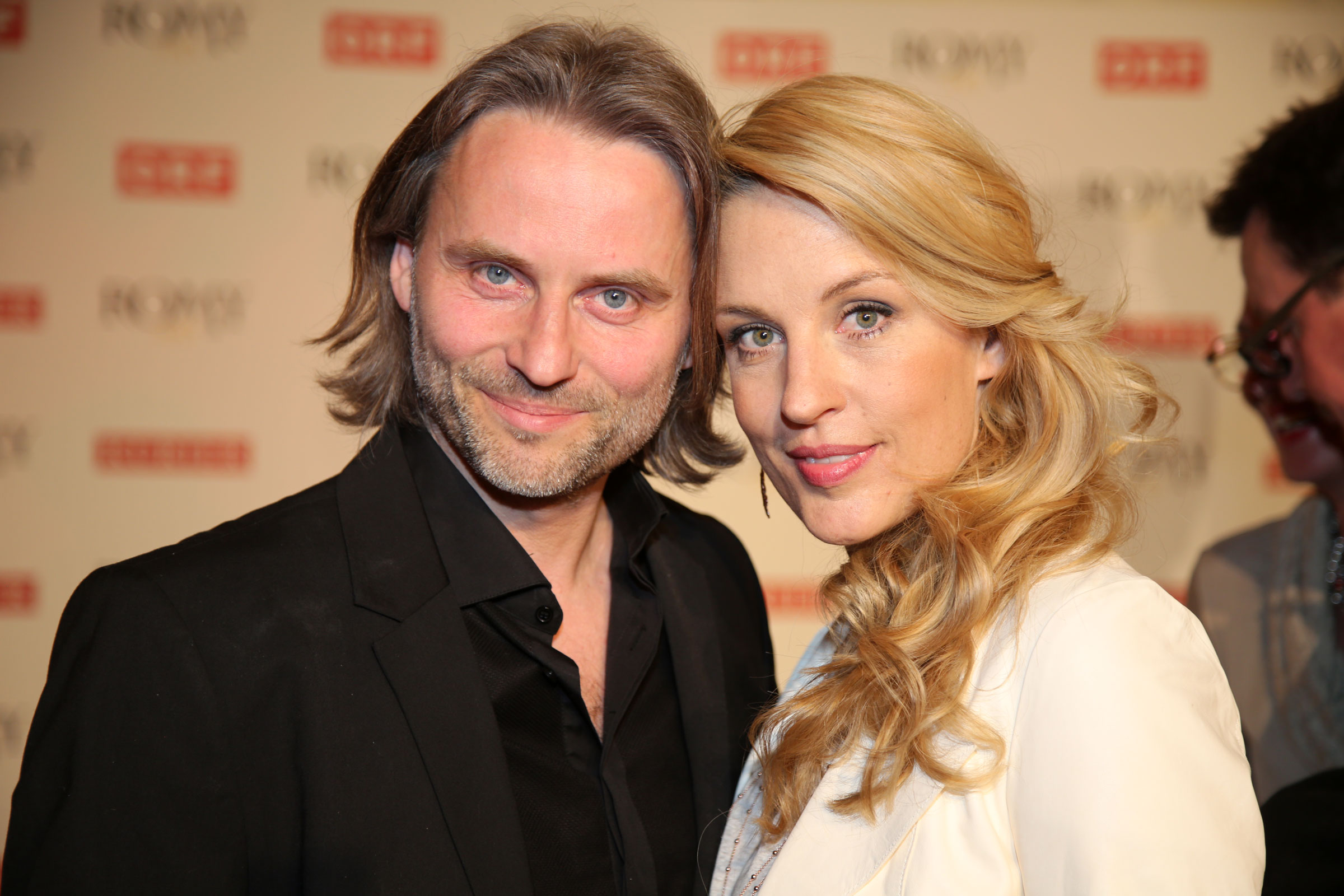
Erich Altenkopf (* 1969)

- Altenkopf, Joseph (* 1818), österreichischer Landschaftsmaler
- Altenloh, Wilhelm (1908–1985), deutscher Jurist und SS-Führer, Kommandeur der Sicherheitspolizei und des SD (KdS) in Białystok
- Altenmüller, Eckart (* 1955), deutscher Mediziner und Hochschullehrer, spezialisiert auf Musikerkrankheiten
- Altenmüller, Hartwig (* 1938), deutscher Ägyptologe
- Altenpohl, Dieter (1923–2015), deutscher Metallurg
- Altenpohl, Lisa (* 1985), deutsche Schauspielerin
- Altenrichter-Dicke, Elisabeth (1929–2013), deutsche Malerin, Bildhauerin, Grafikerin, Textilkünstlerin und Glasmalerin
- Altenried, Simone (* 1971), deutsche Textdichterin
- Altenried, Uwe (* 1961), deutscher Musiker, Komponist und Produzent
- Altensleben, Stephan, deutscher Jurist und Buchautor
- Altenstadt, Nika von (* 1965), deutsche Schauspielerin und Drehbuchautorin
- Altenstadt, Ulrich Schmidt von (* 1928), deutscher Architekt, Stadtplaner und Autor
- Altenstaig, Johann, deutscher Humanist und Theologe
- Altenstein, Bernd (* 1943), deutscher Bildhauer und Hochschullehrer
- Altenstetter, Christa (* 1937), deutsch-amerikanische Politikwissenschaftlerin
- Altenstetter, David († 1617), deutscher Goldschmied
- Altenstrasser, Lucas (* 1993), deutscher Fußballspieler
- Altenweisel, Josef (1851–1912), römisch-katholischer Bischof, Fürstbischof von Brixen
- Altenweisl, Christian (* 1986), österreichischer Politiker (Grüne)
- Altepost, Lutz (* 1981), deutscher Kanute und Trainer
- Alter, Adolf (1876–1933), Stadtschultheiß von Böckingen (1903–1933)
- Alter, André (* 1973), deutscher Fußballtorwart
- Alter, Ariane (* 1986), deutsche FernsehmoderatorinAriane Alter (* 1986)

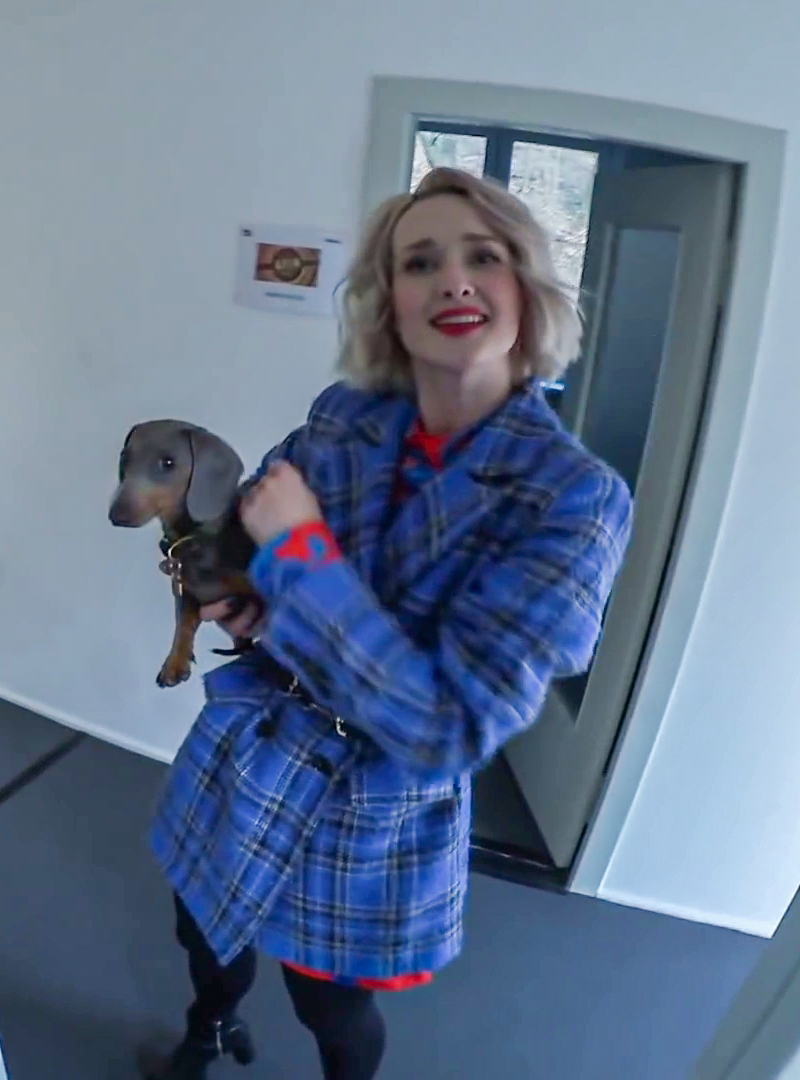
Ariane Alter (* 1986)

- Alter, Avraham Mordechai (1866–1948), vierter Gerrer Rebbe
- Alter, Bernhard Maria (* 1946), polnischer Ordensgeistlicher und Abt der Dormitio-Abtei in Jerusalem
- Alter, Cat (* 1989), US-amerikanische Schauspielerin, Filmproduzentin und Komikerin
- Alter, Daniel (* 1959), deutscher Rabbiner
- Alter, Dinsmore (1888–1968), US-amerikanischer Astronom und Meteorologe
- Alter, Elisabeth (* 1953), deutsche Politikerin (SPD), MdL
- Alter, Franciszek (1889–1945), polnischer Brigadegeneral
- Alter, Franz Karl (1749–1804), Sprachwissenschaftler
- Alter, Gereon (* 1967), deutscher römisch-katholischer Priester
- Alter, Harvey J. (* 1935), US-amerikanischer Virologe und Transfusionsmediziner
- Alter, Hobart (1933–2014), US-amerikanischer Surfbretthersteller und Yachtkonstrukteur
- Alter, Israel (1901–1979), österreichischer Sänger und Komponist, Kantor der Jüdischen Gemeinde zu Wien, Hannover, Johannesburg und New York
- Alter, Jisrael (1895–1977), israelischer Rabbiner der Ger
- Alter, Jitzchak Meir (1798–1866), chassidischer Zaddik in Polen und der Begründer der Ger-Dynastie
- Alter, Karl Joseph (1885–1977), US-amerikanischer Erzbischof der römisch-katholischen Kirche
- Alter, Louis (1902–1980), US-amerikanischer Filmkomponist und Liedtexter
- Alter, Markkus (* 2002), estnischer Skispringer
- Alter, Myriam (* 1945), belgische Jazzmusikerin (Komponistin, auch Pianistin)
- Alter, Peter (* 1940), deutscher Historiker
- Alter, Pinchas Menachem (1926–1996), chassidischer Rabbiner, Rosch-Jeschiwa und Gerer Rebbe
- Alter, Robert (* 1935), US-amerikanischer Hebraist und Literaturwissenschaftler
- Alter, Sandra (* 1972), deutsche Fußballtorhüterin
- Alter, Wilhelm junior (1875–1943), deutscher Psychiater
- Alter, Wilhelm senior (1843–1918), deutscher Psychiater
- Alterdinger, Lukas (* 1998), österreichischer Fußballspieler
- Altergott, Max (* 1991), deutsch-russischer Pokerspieler
- Alterhaug, Bjørn (* 1945), norwegischer Jazzbassist und Komponist
- Alterio, Ernesto (* 1970), argentinischer Film- und TheaterschauspielerErnesto Alterio (* 1970)

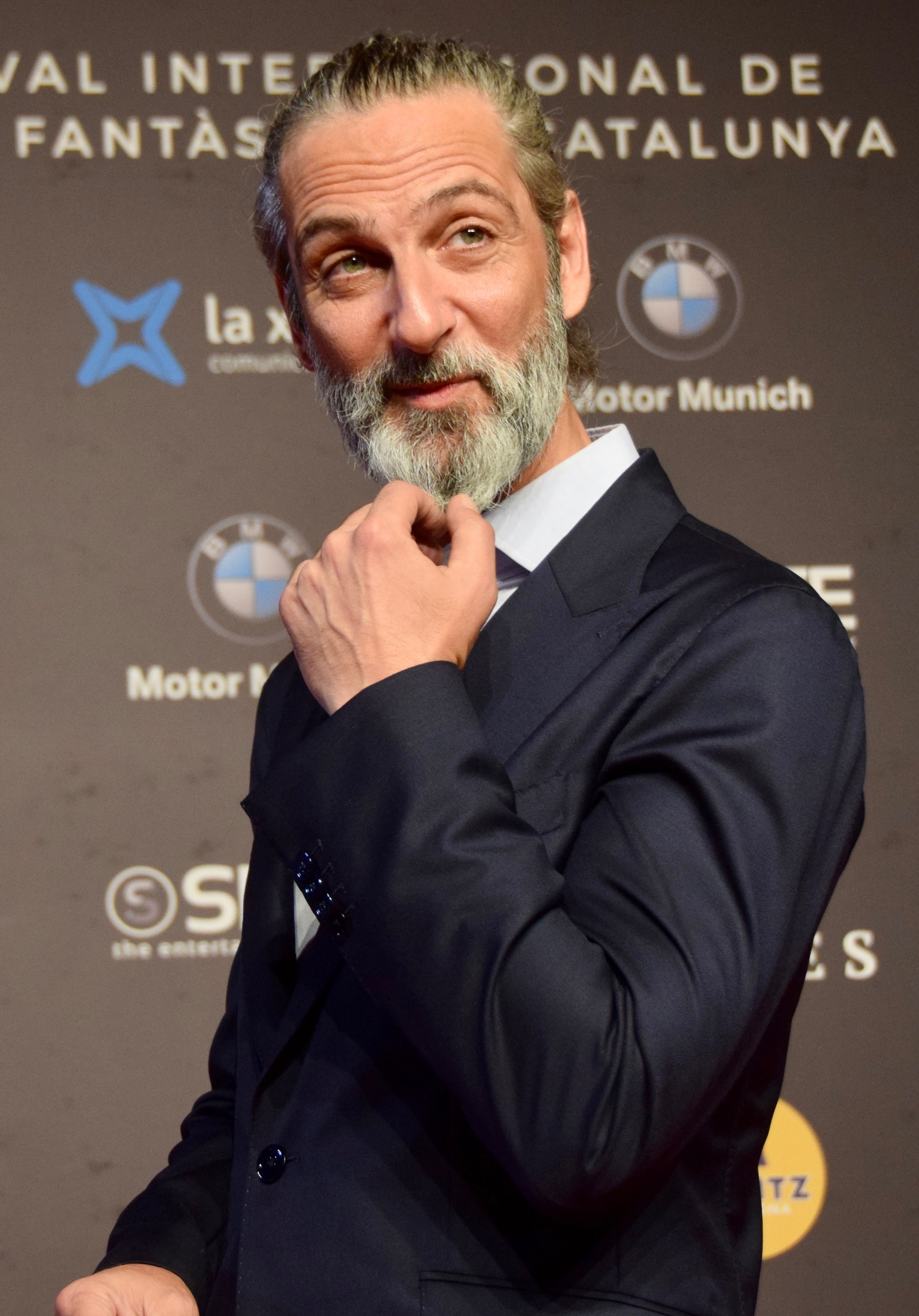
Ernesto Alterio (* 1970)

- Alterio, Malena (* 1974), argentinisch-spanische Schauspielerin
- Alterman, Boris (* 1970), israelischer Schach-Großmeister
- Alterman, Mike, US-amerikanischer Jazzmusiker
- Alterman, Nathan (1910–1970), israelischer Schriftsteller und Zionist
- Altermann, Hanns (1891–1963), deutscher Redakteur, Journalist und Verleger
- Altermann, Hans (1925–1995), deutscher Politiker (DVU), MdBB
- Altermatt, Florian (* 1978), Schweizer Biologe
- Altermatt, Leo (1896–1962), Schweizer Historiker und Bibliothekar
- Altermatt, Sabrina (* 1985), Schweizer Leichtathletin
- Altermatt, Urs (* 1942), Schweizer Historiker
- Altersberger, Bernhard, deutscher Brigadegeneral
- Altersberger, Timo (* 2000), österreichischer Fußballspieler
- Alterthum, Hans (1890–1955), deutsch-argentinischer Metallphysiker
- Altéry, Mathé (* 1927), französische Sopranistin
- Altès, Joseph-Henri (1826–1895), französischer Flötist
- Altesleben, Bettina (* 1961), deutsche Gewerkschaftsfunktionärin und saarländische Staatssekretärin für Soziales, Gesundheit, Frauen und Familie
- Altesor, Sergio (* 1951), uruguayischer Künstler und Schriftsteller
- Altevogt, Rudolf (1924–2014), deutscher Zoologe
- Altewischer, Doris (1929–2019), deutsche Politikerin (CDU), MdL

### Altf
- Altfater, Wassili Michailowitsch (1883–1919), russischer Konteradmiral und Oberkommandierender der Seekriegsflotte der RSFSR
- Altfelix, Gustav (1859–1934), deutscher Jurist, Oberbürgermeister und Ehrenbürger von Lahr/Schwarzwald
- Altfrid († 874), Bischof von Hildesheim
- Altfried († 849), Bischof von Münster und Abt der Klöster Werden und Helmstedt
- Altfuldisch, Johann (1911–1947), deutscher SS-Obersturmführer, zweiter Schutzhaftlagerführer im KZ Mauthausen

### Altg
- Altgayer, Branimir (1897–1950), Leiter des Schwäbisch-Deutschen Kulturbundes in Jugoslawien für Slawonien
- Altgeld, John Peter (1847–1902), US-amerikanischer Politiker deutscher Herkunft und der 20. Gouverneur des Bundesstaates Illinois (1893–1897)
- Altgeld, Thomas (* 1963), deutscher Psychologe
- Altgeld, Wolfgang (1951–2024), deutscher Historiker und Hochschullehrer
- Altgelt, Carl (1862–1936), deutscher Generalarzt
- Altgelt, Ernst Hermann (1832–1878), deutscher Pionier der Einwanderung in Texas und gilt als Gründer der dortigen Stadt Comfort
- Altgelt, Hermann (1795–1871), deutscher evangelischer Theologe und Militärgeistlicher
- Altglass, Max (1890–1952), polnischer Opernsänger (Tenor) und Gesangspädagoge

### Alth
- Althaber, Wilhelmine (1841–1917), deutsche Schriftstellerin und Lehrerin
- Althaller, Friedl (1926–2007), österreichischer Komponist, Musiker und ORF-Mitarbeiter
- Althamer, Andreas, deutscher Theologe und Reformator
- Althamer, Paweł (* 1967), polnischer Künstler
- Althammer, Beate (* 1964), deutsche Historikerin
- Althammer, Georg (* 1939), deutscher Film- und Fernsehproduzent, Regisseur, Unternehmer und Drehbuchautor
- Althammer, Jörg (* 1962), deutscher Sozialwissenschaftler und Ökonom
- Althammer, Walter (1928–2025), deutscher Jurist und Politiker (CSU), MdB
- Althan, Gundacker von (1665–1747), österreichischer General, Diplomat und Hofbaudirektor
- Althann, Christoph von (1529–1589), österreichischer Adeliger, Präsident der Hofkammer
- Althann, Johann Michael von (1679–1722), österreichischer Adliger, Politiker
- Althann, Josef von (1798–1861), preußisch-österreichischer Gutsbesitzer und Politiker
- Althann, Karl von (1801–1881), preußisch-österreichischer Gutsbesitzer und Politiker
- Althann, Maria Anna Josepha (1689–1755), Ehefrau von Johann Michael von Althann, Mäzenatin und Vertraute Karl VI.
- Althann, Michael Adolf von (1574–1636), österreichischer Diplomat, Kämmerer, Hofkriegsrat und Feldmarschall
- Althann, Michael Ferdinand von (1808–1890), Militärperson des Kaisertums Österreich
- Althann, Michael Friedrich von (1680–1734), Bischof und Kardinal von Waitzen; Vizekönig von Neapel und Sizilien
- Althann, Michael Karl von (1702–1756), Erzbischof von Bari; Bischof Waitzen
- Althann, Michael Wenzel von (1630–1686), kaiserlicher Rat, kaiserlicher Gesandter, Landeshauptmann der Grafschaft Glatz
- Althann, Robert von (1853–1919), österreichisch-preußischer Gutsbesitzer und Politiker
- Althans, Bela Ewald (* 1966), deutscher Anführer der Neonaziszene
- Althans, Carl Ludwig (1788–1864), preußischer Bergbeamter und Leiter des königlich preußischen Hüttenwerks Sayn
- Althans, Ernst Friedrich (1828–1899), preußischer Bergbeamter
- Althans, Günter Conrad (* 1934), deutscher Grund-, Haupt-, Realschullehrer (Oberstudienrat) und Taubblindenpädagoge
- Althans, Heinrich (1905–1984), deutscher Landrat des Kreises Paderborn (1939–1945)
- Althans, Richard (1862–1939), deutscher Berghauptmann
- Althaus, Aloysius (* 1966), deutscher Ordensgeistlicher und Altabt der Benediktinerabtei Königsmünster in Meschede
- Althaus, Anja (* 1982), deutsche Handballspielerin
- Althaus, August (1839–1919), deutscher Oberlehrer und Politiker, MdR
- Althaus, Bernd Uwe (* 1963), deutscher Pädagoge und Politiker (CDU)
- Althaus, Carl Wilhelm (1822–1907), deutscher Verwaltungsbeamter und Parlamentarier
- Althaus, Christian, Schweizer Epidemiologe der Universität Bern
- Althaus, Clemens von (1791–1836), Befreiungskämpfer und Kartograf
- Althaus, Daniel (* 1978), deutscher Archivar und Historiker
- Althaus, Dieter (* 1958), deutscher Politiker (CDU), MdL, Ministerpräsident des Freistaats ThüringenDieter Althaus (* 1958)

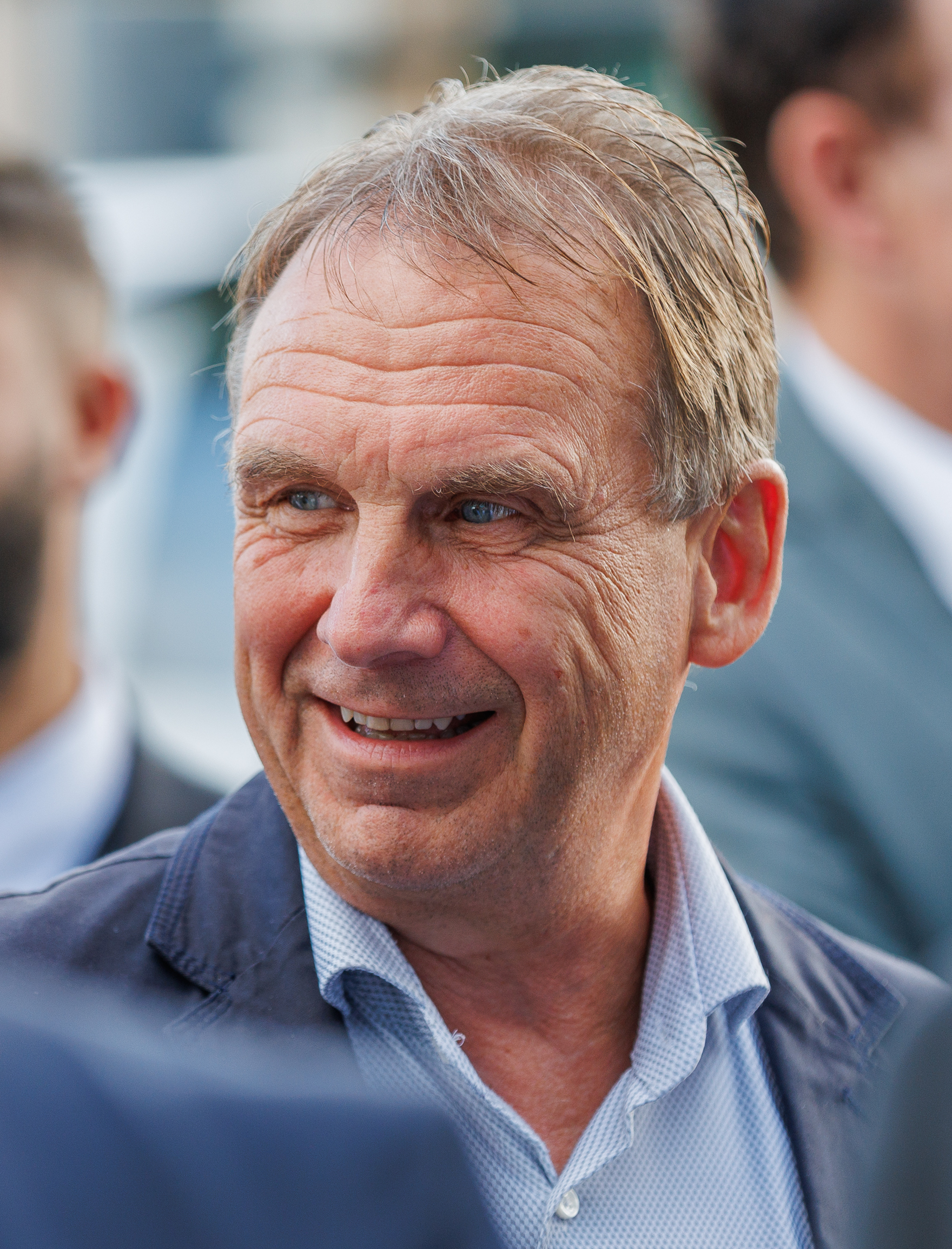
Dieter Althaus (* 1958)

- Althaus, Egon (1933–2022), deutscher Mineraloge
- Althaus, Ernst (1889–1977), deutscher Jurist und Oberbürgermeister der Städte Minden und Herford
- Althaus, Ernst von (1890–1946), deutscher Jagdflieger im Ersten Weltkrieg, Landgerichtspräsident
- Althaus, Friedrich (1829–1897), deutscher Hochschullehrer, Autor und Übersetzer
- Althaus, Gabriele (1938–2018), deutsche Soziologin
- Althaus, Georg (1898–1974), deutscher Theologe und NS-Gegner
- Althaus, Georg Friedrich (1790–1863), deutscher evangelischer Generalsuperintendent
- Althaus, Georg Wilhelm (1799–1876), Mitglied der kurhessischen Ständeversammlung
- Althaus, Gerhard (1866–1946), deutscher evangelischer Pfarrer und Missionar
- Althaus, Hans Peter (* 1939), deutscher Sprachwissenschaftler
- Althaus, Hans-Joachim (* 1954), deutscher Wissenschaftsmanager und Volkskundler
- Althaus, Heiner (* 1953), Schweizer Jazzmusiker
- Althaus, Helmuth (1922–2001), deutscher Hygieniker
- Althaus, Hermann (1899–1966), deutscher Sozialbeamter in leitender Stellung und SS-Oberführer während des Nationalsozialismus
- Althaus, Jean-Pierre (* 1949), Schweizer Schriftsteller, Schauspieler und Theaterleiter
- Althaus, Johann (1798–1876), Schweizer Senn
- Althaus, Julius (1833–1900), deutscher Neurologe und Klinikgründer
- Althaus, Karl (1924–1989), deutscher Politiker, Oberbürgermeister von Siegen (1966–1975)
- Althaus, Marco (* 1971), deutscher Politikwissenschaftler
- Althaus, Michael, Schweizer Badmintonspieler
- Althaus, Nicole (* 1968), Schweizer Journalistin, Autorin und Bloggerin
- Althaus, Nils (* 1981), Schweizer Liedermacher und Schauspieler
- Althaus, Oskar (1908–1965), Schweizer Maler
- Althaus, Paul (1888–1966), protestantischer Theologe (Lutherischer Dogmatiker)
- Althaus, Paul der Ältere (1861–1925), deutscher evangelischer Theologe
- Althaus, Peter (* 1940), deutscher Urologe
- Althaus, Peter Paul (1892–1965), deutscher Schriftsteller und Kabarettist
- Althaus, Richard (* 1852), deutscher Reichsgerichtsrat
- Althaus, Richard (1905–1995), deutscher Schriftsteller und Heimatkundler
- Althaus, Rüdiger (* 1961), deutscher Theologe und Kirchenrechtler
- Althaus, Theodor (1822–1852), deutscher Journalist und Theologe
- Althaus, Thomas (* 1956), deutscher Literaturwissenschaftler
- Althaus, Thomas, Schweizer Badmintonspieler
- Althaus, Urs (* 1956), Schweizer Schauspieler und Model
- Althaus, Wilhelm (1899–1980), deutscher Schauspieler bei Bühne und Film
- Althaus-Reid, Marcella (1952–2009), britische Theologin
- Althausen, Johannes (1929–2008), deutscher evangelischer Theologe und Kirchenhistoriker
- Althauser, Christine, deutsche Diplomatin
- Althauser, Edwin (1870–1945), deutscher Schauspieler
- Altheer, Paul (1887–1959), Schweizer Schriftsteller
- Altheim, Franz (1898–1976), deutscher Althistoriker und klassischer Philologe
- Altheim, Georg (1865–1928), deutscher Maler und Grafiker
- Altheim, Karl Wilhelm (1899–1961), deutscher Jurist und Politiker
- Altheim, Wilhelm (1871–1914), deutscher Maler und Radierer
- Altheim-Stiehl, Ruth (1926–2023), deutsche Althistorikerin
- Altheimer, Josef (1860–1913), deutscher Maler und Zeichner
- Altheimer, Joshua (1910–1940), US-amerikanischer Blues-Pianist
- Altheimer, Konrad (1431–1509), Administrator von Olmütz; Weihbischof in Olmütz; Verfasser einer Landesbeschreibung von Mähren
- Altheman, Maria Suelen (* 1988), brasilianische Judoka
- Althen, Michael (1962–2011), deutscher Filmkritiker
- Alther, Lisa (* 1944), US-amerikanische Autorin
- Altherr, Aaron (* 1991), deutsch-amerikanischer Baseballspieler
- Altherr, Alfred (1843–1918), Schweizer evangelisch-reformierter Geistlicher und Schriftsteller aus dem Kanton Appenzell Ausserrhoden
- Altherr, Alfred (1911–1972), Schweizer Architekt und Industriedesigner
- Altherr, Alfred Johann (1875–1945), Schweizer Architekt, Kunstpädagoge und Schulleiter
- Altherr, Fedor (1896–1980), Schweizer Architekt
- Altherr, Frank (* 1961), deutscher Fußballspieler
- Altherr, Gustav (1870–1954), Schweizer Gemeindepräsident, Kantonsrat, Regierungsrat und Nationalrat
- Altherr, Hans (* 1950), Schweizer Politiker
- Altherr, Hans Jörg (1731–1793), Appenzeller Baumeister
- Altherr, Heinrich (1878–1947), Schweizer Maler
- Altherr, Heinrich (1909–1993), Schweizer Mundartschriftsteller und Lehrer
- Altherr, Hermann (1848–1927), Schweizer Arzt, Mitglied des Nationalrates und Vertrauensperson Henry Dunants
- Altherr, Johann Conrad (1797–1877), Schweizer Erfinder
- Altherr, Johannes (1850–1928), Schweizer Unternehmer und Politiker
- Altherr, Jürg (1944–2018), Schweizer Bildhauer, Plastiker und Landschaftsarchitekt
- Altherr, Malin (* 2003), Schweizer Handballspielerin
- Altherr, Michael (1681–1735), Schweizer Landesbauherr, Landammann und Tagsatzungsgesandter
- Altherr, Paul (1870–1928), Schweizer Maler
- Altherr, Rainer (* 1947), deutscher Mineraloge, Petrologe und Geochemiker
- Altherr, Walter (* 1946), deutscher Arzt und Politiker (CDU), MdB, MdL
- Altherr-Simond, Emma (1838–1925), Schweizer Hotelierin
- Althin, Ulla-Britt (1925–2022), schwedische Weitspringerin und Sprinterin
- Althof, Hermann (1854–1906), deutscher Germanist, Lehrer und Kunstsammler
- Althof, Johann Christian (1784–1857), Kanzleirat und Alterspräsident des lippischen Landtags
- Althof, Peter (* 1955), deutscher Personenschützer und Kampfsportler
- Althofer, Christoph (1606–1660), lutherischer Theologe
- Althöfer, Heinz (1925–2018), deutscher Restaurator und Kunsthistoriker, Autor
- Althöfer, Ingo (* 1961), deutscher Mathematiker
- Althoff, Adolf (1913–1998), deutscher Artist, Dompteur und Zirkusdirektor
- Althoff, Alexandra (* 1977), deutsche Theatermacherin, Lehrende im Bereich Theater und Schauspiel
- Althoff, Andreas, deutscher Filmeditor
- Althoff, Bernd-Christian (* 1983), deutscher Schauspieler
- Althoff, Ernst (1928–2016), deutscher Architekt und Designer
- Althoff, Friedrich (1839–1908), preußischer Kulturpolitiker
- Althoff, Gerd (* 1943), deutscher HistorikerGerd Althoff (* 1943)

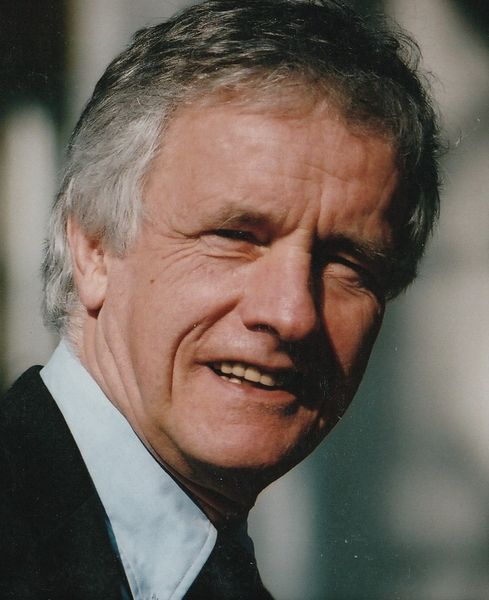
Gerd Althoff (* 1943)

- Althoff, Gustav (1885–1948), deutscher Filmproduzent
- Althoff, Henry J. (1873–1947), US-amerikanischer Geistlicher und römisch-katholischer Bischof von Belleville
- Althoff, Hugo (1884–1960), deutscher Bauingenieur, Stadtplaner und Politiker (Zentrum)
- Althoff, Jochen (* 1962), deutscher Altphilologe
- Althoff, Kai (* 1966), deutscher Maler, Installations- und Videokünstler, Fotograf sowie Musiker
- Althoff, Karl (1914–1966), deutscher Politiker (SPD), MdBB
- Althoff, Karl-Heinz (1925–2021), deutscher Physiker
- Althoff, Martina (* 1962), deutsche Soziologin und Kriminologin
- Althoff, Matthias (* 1981), deutscher Informatiker und Hochschullehrer
- Althoff, Nicolaus (1752–1830), Bürgermeister und Mitglied der Landstände in Waldeck
- Althoff, Sigrid, deutsche Pianistin
- Althoff, Theodor (1858–1931), deutscher Kaufmann, Textil-Einzelhändler und Warenhaus-Unternehmer
- Althoff, Thomas H. (* 1953), deutscher Hotelier
- Althoven, Dietrich († 1654), deutscher Jurist und Gesandter bei den Westfälischen Friedensverhandlungen
- Althus, Alfred (1888–1943), deutscher Widerstandskämpfer gegen den Nationalsozialismus
- Althusius, Johannes († 1638), deutscher Rechtsgelehrter, Politiker und Calvinist
- Althusmann, Bernd (* 1966), deutscher Politiker (CDU), MdL, Landesminister in Niedersachsen
- Althusser, Louis (1918–1990), französischer marxistischer PhilosophLouis Althusser (1918–1990)

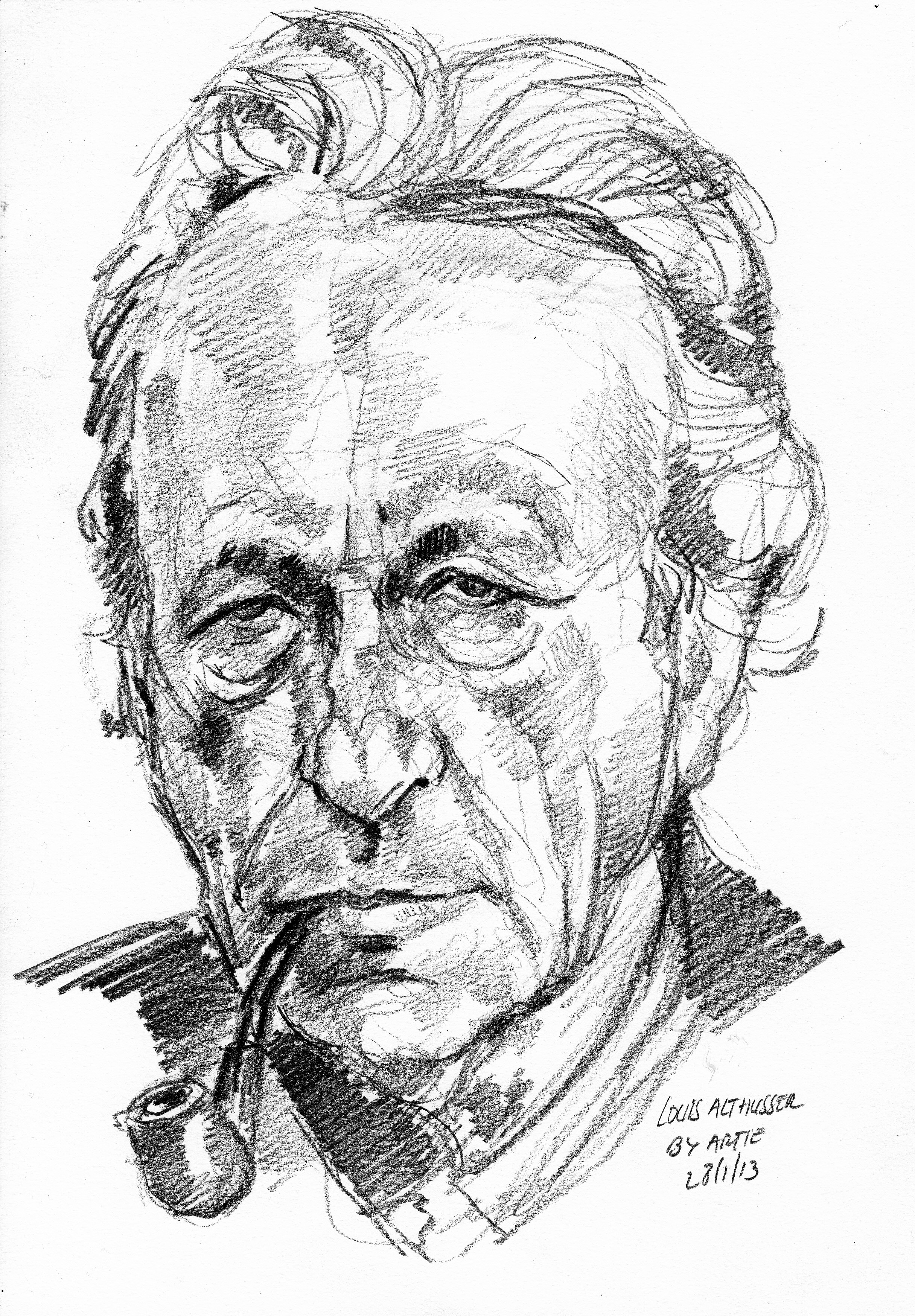
Louis Althusser (1918–1990)

### Alti
- Altice, Summer (* 1979), US-amerikanische Schauspielerin, Model und Playmate
- Altichiero da Zevio, veronesischer Maler
- Altick, Frances (* 1994), US-amerikanische Tennisspielerin
- Altidore, Jozy (* 1989), US-amerikanischer Fußballspieler
- Altieri, Alan D. (1952–2017), italienischer Schriftsteller und Übersetzer
- Altieri, Antônio Carlos (* 1951), brasilianischer Ordensgeistlicher und römisch-katholischer Bischof
- Altieri, Elena (1910–1997), italienische Schauspielerin
- Altieri, Giovanni Battista (1589–1654), italienischer Bischof und Kardinal
- Altieri, Lodovico (1805–1867), italienischer Kardinal und Diplomat
- Altieri, Luis (* 1962), argentinischer Maler, Grafiker und Yogi
- Altieri, Riccardo (* 1987), deutscher Historiker
- Altieri, Vincenzo Maria (1724–1800), Kardinal der katholischen Kirche
- Altig, Ludwig (1926–2003), deutscher Fußballspieler
- Altig, Rudi (1937–2016), deutscher RadrennfahrerRudi Altig (1937–2016)

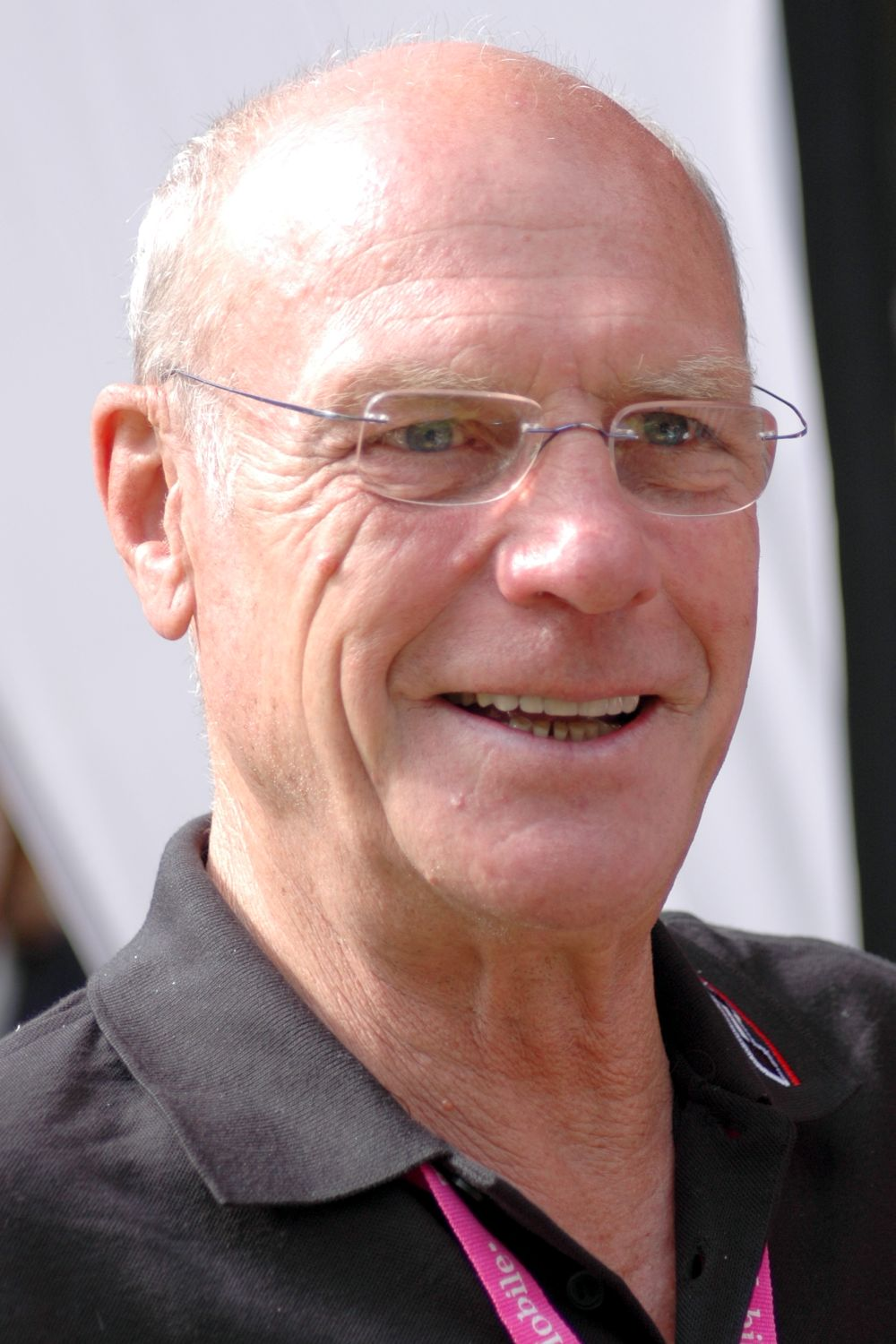
Rudi Altig (1937–2016)

- Altig, Willi (* 1935), deutscher Radrennfahrer
- Altimani, Fernando (1893–1963), italienischer Geher
- Altimiras, Irineu Esteve (* 1996), andorranischer Skilangläufer
- Altin, Ali (1976–2020), deutscher bildender Künstler
- Altın, Erhan (* 1956), türkischer Fußballspieler und -trainer
- Altın, Eser (* 1980), türkischer Fußballtorhüter
- Altin, Hüseyin (* 1944), deutscher Bildhauer und Kunstpädagoge
- Altin, Josef (* 1983), britischer SchauspielerJosef Altin (* 1983)

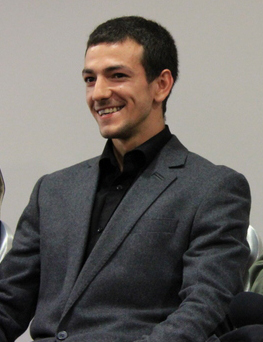
Josef Altin (* 1983)

- Altın, Salih (* 1987), deutscher Fußballspieler
- Altın, Volkan (* 1986), deutsch-türkischer Fußballspieler
- Altınay, Ahmet Refik (1881–1937), türkischer Geschichtswissenschaftler und Osmanist, Journalist, Schriftsteller, Dichter, Geschichtslehrer an der Darülfünun und yüzbaşı (Hauptmann)
- Altınay, Koray (* 1991), deutschtürkischer Fußballspieler
- Altınay, Metin (* 1962), türkischer Fußballspieler und -trainer
- Altınbilek, Hilal (* 1991), türkische Schauspielerin und Model
- Altinbugha al-Maridani († 1343), Emir der Mamelucken in Ägypten
- Altıncan, Sadık (1898–1963), türkischer Admiral
- Altındağ, Tevfik (* 1988), deutsch-türkischer Fußballspieler
- Altındere, Halil (* 1971), türkischer Multimediakünstler und Publizist
- Altınel, Uğur (* 1981), türkischer Rollstuhltennisspieler
- Alting von Geusau, Christiaan (* 1971), niederländischer Rechtswissenschaftler
- Alting von Geusau, Frans Alphons Maria (* 1933), niederländischer Rechtswissenschaftler und Diplomat
- Alting von Geusau, George August Alexander (1864–1937), niederländischer Oberstleutnant und Politiker
- Alting von Geusau, Jules Theodore (1881–1940), niederländischer Generalmajor
- Alting, Basilius (1572–1637), deutscher Apotheker
- Alting, Heinrich (1583–1644), deutscher Theologe
- Alting, Jacob (1618–1679), deutscher Theologe
- Alting, Menso (1541–1612), ostfriesischer Prediger und Theologe der Reformationszeit
- Altingen, Berthold von, Ritter in Altingen
- Altinger, Johann Evangelist (* 1844), bayerischer Kafetier und Hotelier
- Altinger, Josef (1904–1943), römisch-katholischer Priester und Nationalsozialist
- Altinger, Michael (* 1970), deutscher KabarettistMichael Altinger (* 1970)

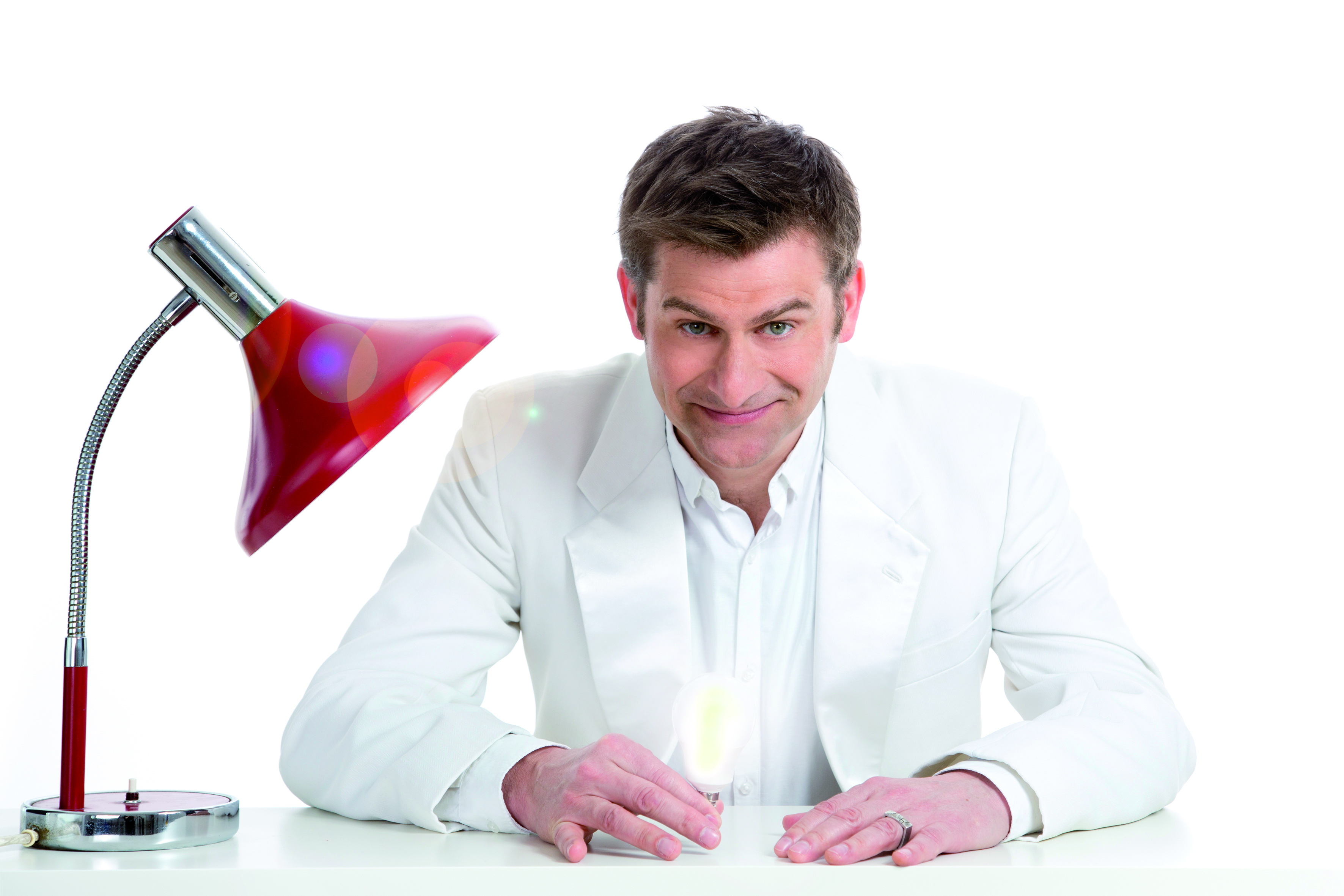
Michael Altinger (* 1970)

- Altınkaya, Merve (* 1985), türkische Schauspielerin
- Altınkaya, Nihat (* 1979), türkischer Schauspieler und Model
- Altino, Leonardo, brasilianischer Cellist
- Altinoglu, Alain (* 1975), französischer Dirigent armenischer Abstammung
- Altinok, Fatma (1926–2022), türkisch-deutsche Lehrerin
- Altınok, Giray (* 1983), türkischer Schauspieler
- Altınok, Selami (* 1966), türkischer Beamter und Politiker
- Altınordu, Sait (1912–1978), türkischer Fußballspieler
- Altinova, Engin (* 1980), deutscher Dokumentarfilmer
- Altinsoy, Ercan (* 1974), deutsch-türkischer Akustiker und Hochschullehrer
- Altınsoy, Mehmet (1924–2007), türkischer Politiker
- Altıntabak, Bahri (* 1939), türkischer Fußballspieler
- Altıntaş, Batuhan (* 1996), türkischer Fußballspieler
- Altıntaş, Batuhan (* 1996), türkischer Sprinter
- Altıntaş, Emircan (* 1995), türkischer Fußballspieler
- Altıntaş, Hüseyin (* 1994), türkischer Fußballspieler
- Altintas, Ilkay (* 1977), türkisch-amerikanische Informatikerin
- Altıntaş, Muhammed (* 1964), türkischer Fußballspieler
- Altıntaş, Yusuf (* 1961), türkischer Fußballspieler und -trainer
- Altıntepe, Ramazan (* 1981), türkischer Fußballspieler
- Altıntop, Halil (* 1982), türkisch-deutscher Fußballspieler und heutiger -trainer
- Altıntop, Hamit (* 1982), türkischer FußballspielerHamit Altıntop (* 1982)

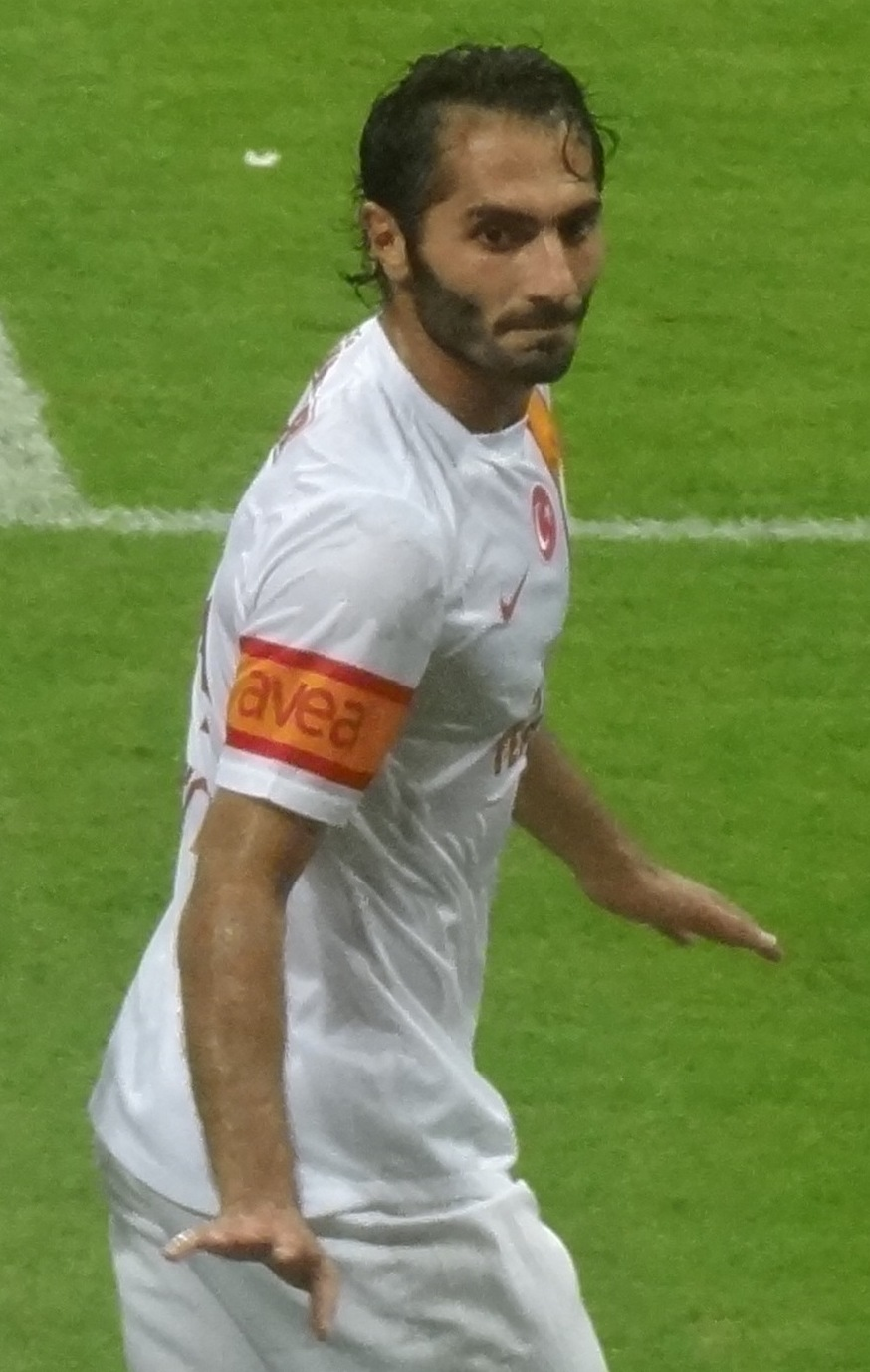
Hamit Altıntop (* 1982)

- Altıok, Metin (1941–1993), türkischer Dichter
- Altıparmak, Burak (* 1990), deutsch-türkischer Fußballspieler
- Altıparmak, Ersel (1942–2014), türkischer Fußballspieler und -trainer
- Altıparmak, Gökhan (* 2001), türkischer Fußballspieler
- Altıparmak, Mehmet (* 1969), türkischer Fußballspieler und -trainer
- Altıparmak, Ogün (* 1938), türkischer Fußballspieler und -trainer
- Altisent i Ceardi, Joan (1891–1971), katalanischer Komponist, Organist und Musikpädagoge
- Altishofen, Hans Pfyffer von (1866–1953), Schweizer Unternehmer und Politiker
- Altizer, Thomas Jonathan Jackson (1927–2018), US-amerikanischer Religionswissenschaftler

### Altk
- Altkuckatz, Georg (1930–1992), deutscher Funktionär der DDR-Blockpartei NDPD

### Altm
- Altmaier, Daniel (* 1998), deutscher Tennisspieler
- Altmaier, Jakob (1889–1963), deutscher Journalist, Widerstandskämpfer und Politiker (SPD), MdB
- Altmaier, Peter (* 1958), deutscher Politiker (CDU), MdBPeter Altmaier (* 1958)

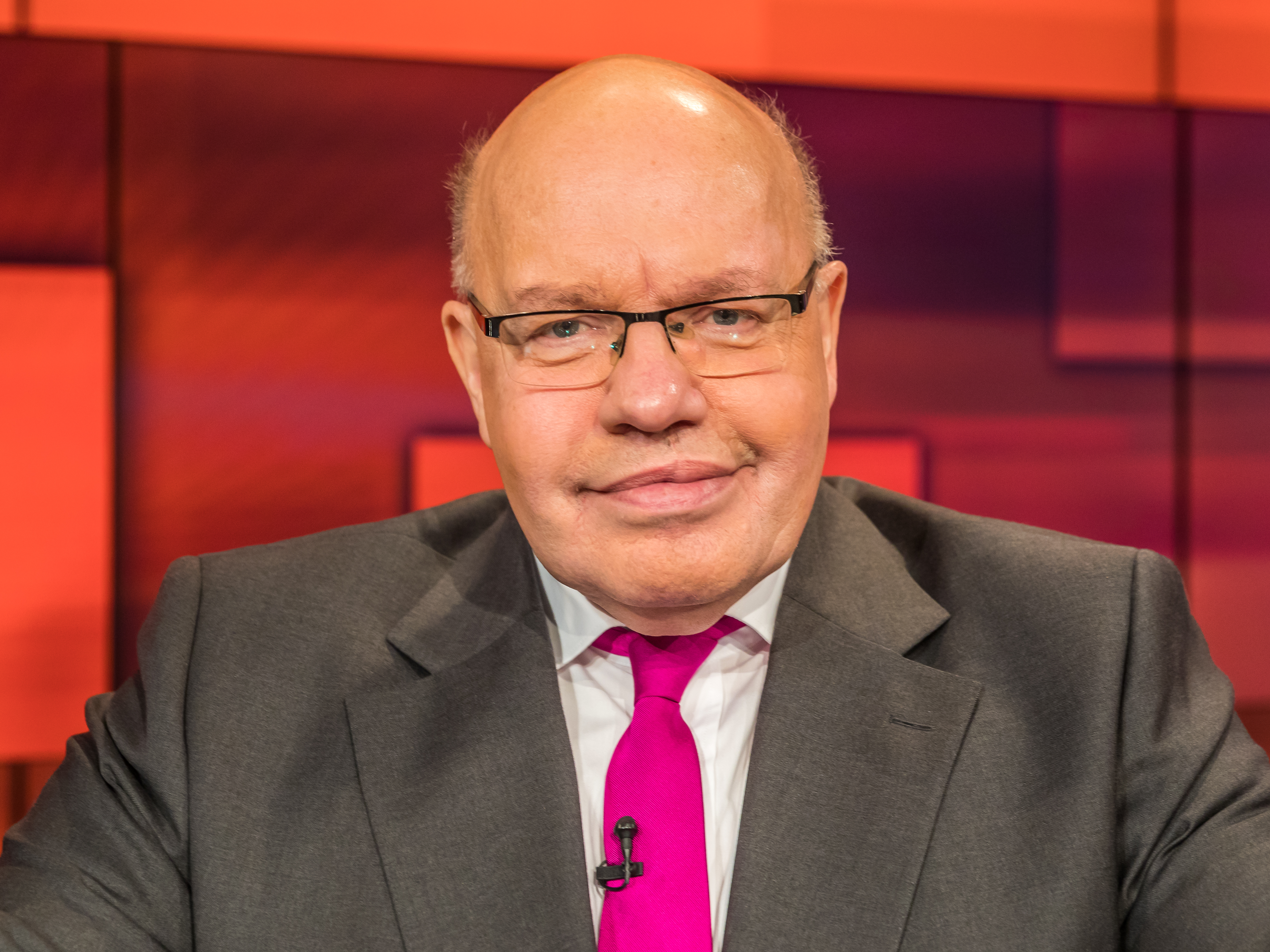
Peter Altmaier (* 1958)

- Altman Kaydar, Ronen (* 1972), israelischer Autor, Dichter und Übersetzer
- Altman, Alexander (1878–1932), ukrainisch-französischer Landschaftsmaler
- Altman, Amnon (1935–2016), israelischer Altorientalist
- Altman, Brian (* 1988), US-amerikanischer Pokerspieler
- Altman, Bruce (* 1955), US-amerikanischer Schauspieler
- Altman, Dennis (* 1943), australischer Politikwissenschaftler und LGBT-Aktivist
- Altman, Doug (1948–2018), britischer Statistiker
- Altman, Ernst († 1916), deutscher Schachkomponist
- Altman, Ilja Alexandrowitsch (* 1955), russischer Historiker
- Altman, Janina (1931–2022), polnisch-israelische Chemikerin und Holocaustüberlebende
- Altman, John (* 1949), britischer Komponist und Dirigent
- Altman, Mosche (1890–1981), russischer jiddischer Schriftsteller
- Altman, Natan Issajewitsch (1889–1970), russisch-sowjetischer Maler und Bühnenbildner
- Altman, Omri (* 1994), israelischer Fußballspieler
- Altman, Robert (1925–2006), US-amerikanischer Regisseur, Autorenfilmer und Filmproduzent
- Altman, Sam (* 1985), US-amerikanischer Unternehmer, Investor und ProgrammiererSam Altman (* 1985)

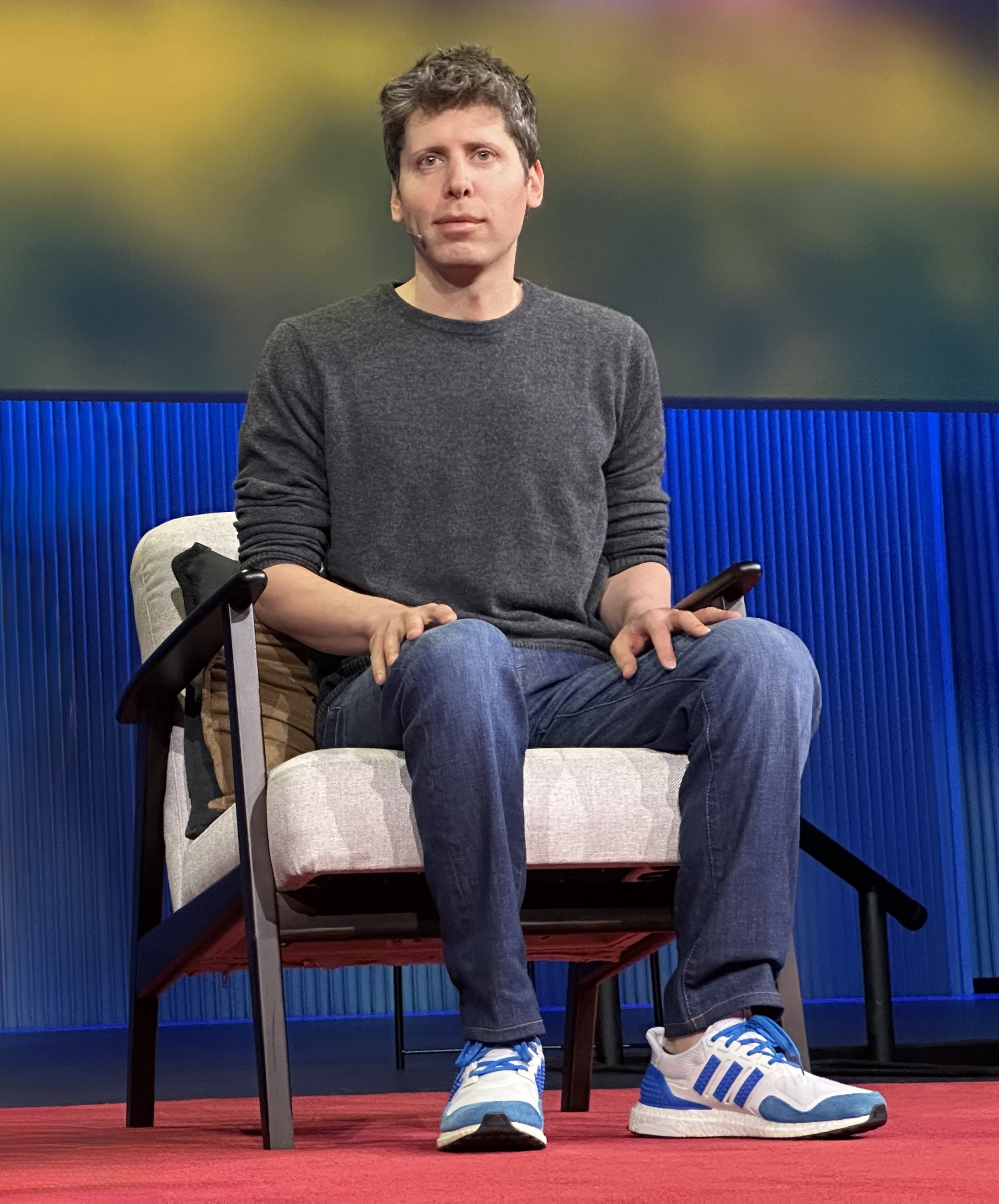
Sam Altman (* 1985)

- Altman, Scott Douglas (* 1959), amerikanischer Astronaut
- Altman, Sidney (1939–2022), kanadischer Physiker und Nobelpreisträger für Chemie
- Altman, Stephen (* 1956), Szenenbildner
- Altman, Tosia (1919–1943), polnisch-jüdische Widerstandskämpferin
- Altmann († 1045), Abt im Kloster Ebersberg
- Altmann, Benediktinerabt
- Altmann Borbón, Josette (* 1958), costa-ricanische Wissenschaftlerin und ehemalige First Lady
- Altmann II. von Abensberg († 1241), Adliger
- Altmann von Degenberg († 1402), römisch-katholischer Geistlicher
- Altmann von Lurngau († 1149), Bischof von Trient und Zweitgründer des Klosters Suben
- Altmann von Ölsburg, Graf von Ölsburg
- Altmann von Passau († 1091), Klostergründer und Bischof der Diözese Passau, HeiligerAltmann von Passau († 1091)

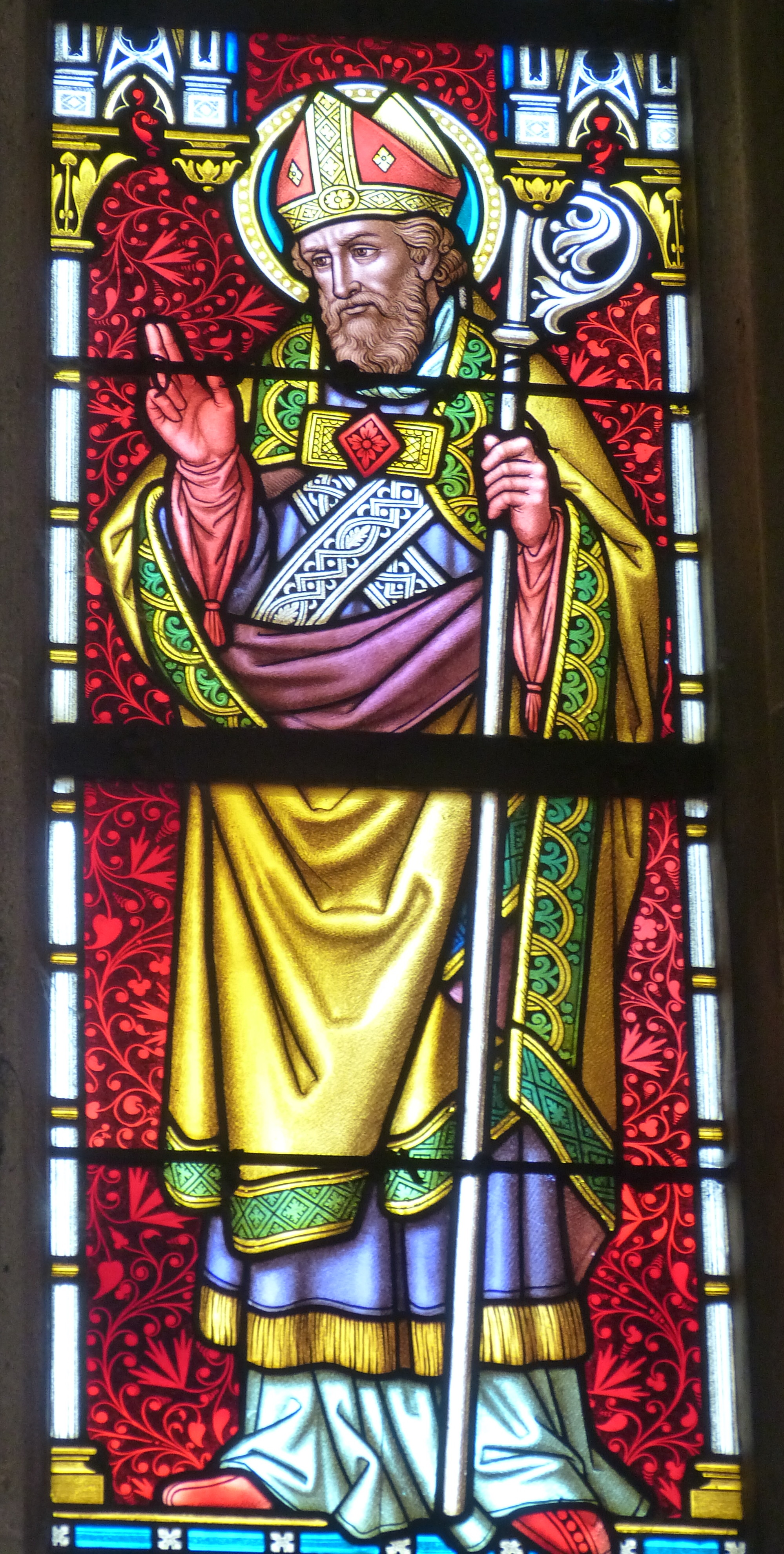
Altmann von Passau († 1091)

- Altmann, Adolf (1850–1905), deutscher Unternehmer im Motorenbau und Dampfautomobilen
- Altmann, Adolf (1879–1944), österreichisch-deutscher Rabbiner
- Altmann, Alexander (1906–1987), österreichischer Judaist und Rabbiner
- Altmann, Alois (* 1881), deutscher Landrat
- Altmann, Aloys (* 1946), deutscher Beamter im Ruhestand
- Altmann, Andreas (* 1949), deutscher Reporter und AutorAndreas Altmann (* 1949)

Andreas Altmann (* 1949)

- Altmann, Andreas (* 1963), deutscher Autor und Lyriker
- Altmann, Andreas (* 1963), österreichischer Wirtschaftswissenschaftler
- Altmann, Anton der Ältere (1777–1818), österreichischer Kupferstecher und Landschaftsmaler
- Altmann, Anton der Jüngere (1808–1871), österreichischer Landschaftsmaler
- Altmann, Beringer (1939–2010), deutscher Maler und Grafiker
- Altmann, Berthold (1896–1992), deutscher Jurist
- Altmann, Bruno (1878–1943), deutscher Schriftsteller jüdischer Herkunft
- Altmann, Curt (1883–1958), deutscher Kaufmann und Textilunternehmer
- Altmann, Denise (* 1987), österreichische Eishockeyspielerin
- Altmann, Dora (1885–1971), deutsche Schauspielerin
- Altmann, Eckhard (* 1931), deutscher Pfarrer, MdV
- Altmann, Elisabeth (* 1943), deutsche Politikerin (Bündnis 90/Die Grünen), MdB
- Altmann, Elke (* 1957), deutsche Politikerin (Die Linke), MdL
- Altmann, Ernst (1904–1976), deutscher Chemiker und Hochschullehrer
- Altmann, Eva (1903–1991), deutsche Hochschullehrerin, Gründungsrektorin der Hochschule für Planökonomie (DDR)
- Altmann, Franz (1885–1947), österreichischer Bauer und Politiker (CSP, ÖVP), Landtagsabgeordneter
- Altmann, Franz Friedrich (* 1958), österreichischer Autor und Drehbuchautor
- Altmann, Friedrich (1861–1918), preußischer Beamter
- Altmann, Gabriel (1931–2020), slowakisch-deutscher Linguist
- Altmann, Georg (1884–1962), deutscher Theaterleiter
- Altmann, Gerard (1877–1940), niederländischer Maler, Zeichner, Aquarellist und Grafiker
- Altmann, Gila (* 1949), deutsche Politikerin (Bündnis 90/Die Grünen), MdB
- Altmann, Götz (1940–2024), deutscher Volkskundler
- Altmann, Hans (1871–1965), deutscher Architekt
- Altmann, Hans (1897–1981), deutscher Jurist
- Altmann, Hans (* 1943), deutscher Linguist
- Altmann, Hans-Werner (1916–2011), deutscher Mediziner
- Altmann, Hermann (1873–1940), deutscher Arzt
- Altmann, Hildegard (* 1954), österreichische römisch-katholische Benediktinerin und frühere Äbtissin der Abtei St. Gabriel
- Altmann, Ida (1862–1935), deutsche Gewerkschafterin und Akteurin der proletarischen Frauenbewegung
- Altmann, Isaak (1777–1837), Landschaftsgärtner
- Altmann, Jeanne (* 1940), US-amerikanische Verhaltensforscherin
- Altmann, Jens (* 1968), deutscher Behindertensportler
- Altmann, Joey (* 2008), deutscher Schauspieler
- Altmann, Johann Georg († 1758), Schweizer evangelischer Theologe, Philologe und Historiker
- Altmann, Josef (1818–1874), orthodoxer Rabbiner und Oberrat
- Altmann, Josef (1845–1910), österreichischer Theaterschauspieler und -leiter sowie Schriftsteller
- Altmann, Joseph (1777–1831), österreichischer Offizier
- Altmann, Joseph (1795–1867), österreichischer Landschaftsmaler, Restaurator, Kunstschätzer und Auktionator
- Altmann, Julius (1814–1873), deutscher Archivar, Philologe, Schriftsteller und Übersetzer
- Altmann, Karl (1800–1861), deutscher Genre- und Landschaftsmaler
- Altmann, Karl (1880–1968), deutscher Venerologe
- Altmann, Karl (1904–1960), österreichischer Beamter und Politiker (KPÖ)
- Altmann, Karl (* 1959), deutscher Eishockeyspieler
- Altmann, Klaus (* 1957), deutscher Mathematiker
- Altmann, Livia (* 1994), Schweizer Eishockeyspielerin
- Altmann, Marc (* 1981), deutscher Bahnradsportler
- Altmann, Margaret (1900–1984), deutsch-amerikanische Biologin
- Altmann, Maria (1916–2011), österreichisch-US-amerikanische Erbin von Adele Bloch-BauerMaria Altmann (1916–2011)

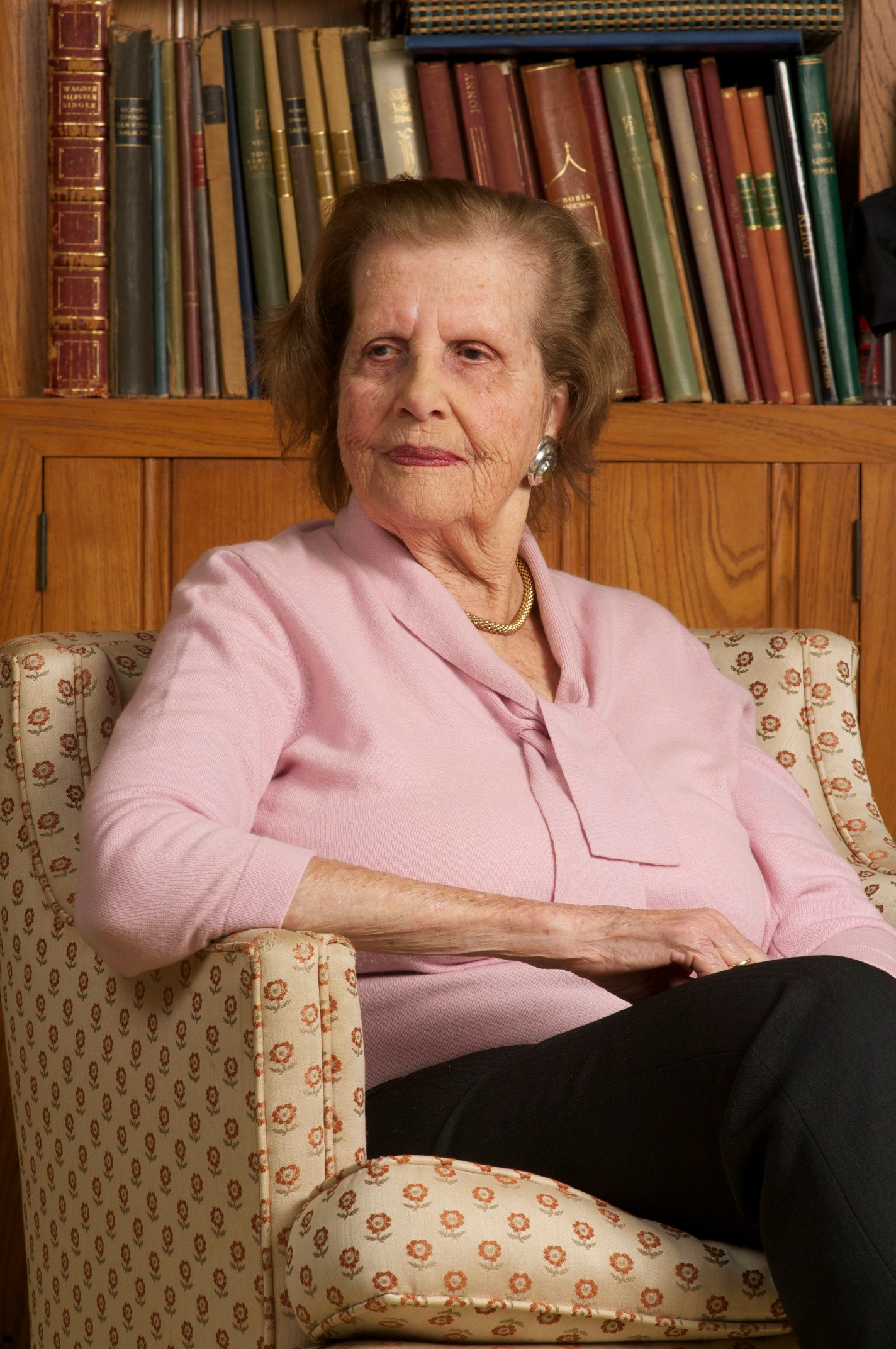
Maria Altmann (1916–2011)

- Altmann, Mario (* 1986), österreichischer Eishockeyspieler
- Altmann, Matthias (1790–1880), österreichischer Dichter
- Altmann, Michael (1943–2016), deutscher Schauspieler
- Altmann, Nathalie (* 1984), deutsche Fußballspielerin
- Altmann, Norbert (1933–2015), deutscher Industriesoziologe
- Altmann, Olaf (* 1966), deutscher Bühnenbildner und Theaterregisseur
- Altmann, Peter (* 1940), österreichischer Komponist, Autor und Musikpädagoge
- Altmann, Peter Simon (* 1968), österreichischer Schriftsteller
- Altmann, Philipp (* 1996), deutscher Fußballspieler
- Altmann, René (1929–1978), österreichischer Lyriker
- Altmann, Richard (1852–1900), deutscher Pathologe und Histologe
- Altmann, Roland (1925–2012), deutscher Maler, Graphiker, Lyriker und Essayist
- Altmann, Rüdiger (1922–2000), deutscher Publizist und politischer Schriftsteller
- Altmann, Rudolf (1906–1945), deutscher Polizist und Leiter des Polizeiamtes Gelsenkirchen
- Altmann, Ruth (* 1930), deutsche Gebrauchsgrafikerin
- Altmann, Samuel Paul (1878–1933), deutscher Nationalökonom
- Altmann, Sebastian (1827–1894), deutscher Baumeister des Historismus
- Altmann, Siegfried (1887–1963), österreichischer Pädagoge
- Altmann, Siegfried (* 1936), deutscher Ingenieur und Hochschullehrer
- Altmann, Stuart (1930–2016), US-amerikanischer Verhaltensforscher
- Altmann, Ulrich (1889–1950), deutscher evangelischer Theologe
- Altmann, Viktor (1900–1960), österreichischer politischer Aktivist
- Altmann, Virgilius (1913–1943), österreichischer Radrennfahrer
- Altmann, Walter (1873–1910), deutscher Klassischer Archäologe
- Altmann, Walter (* 1984), österreichischer FußballschiedsrichterWalter Altmann (* 1984)

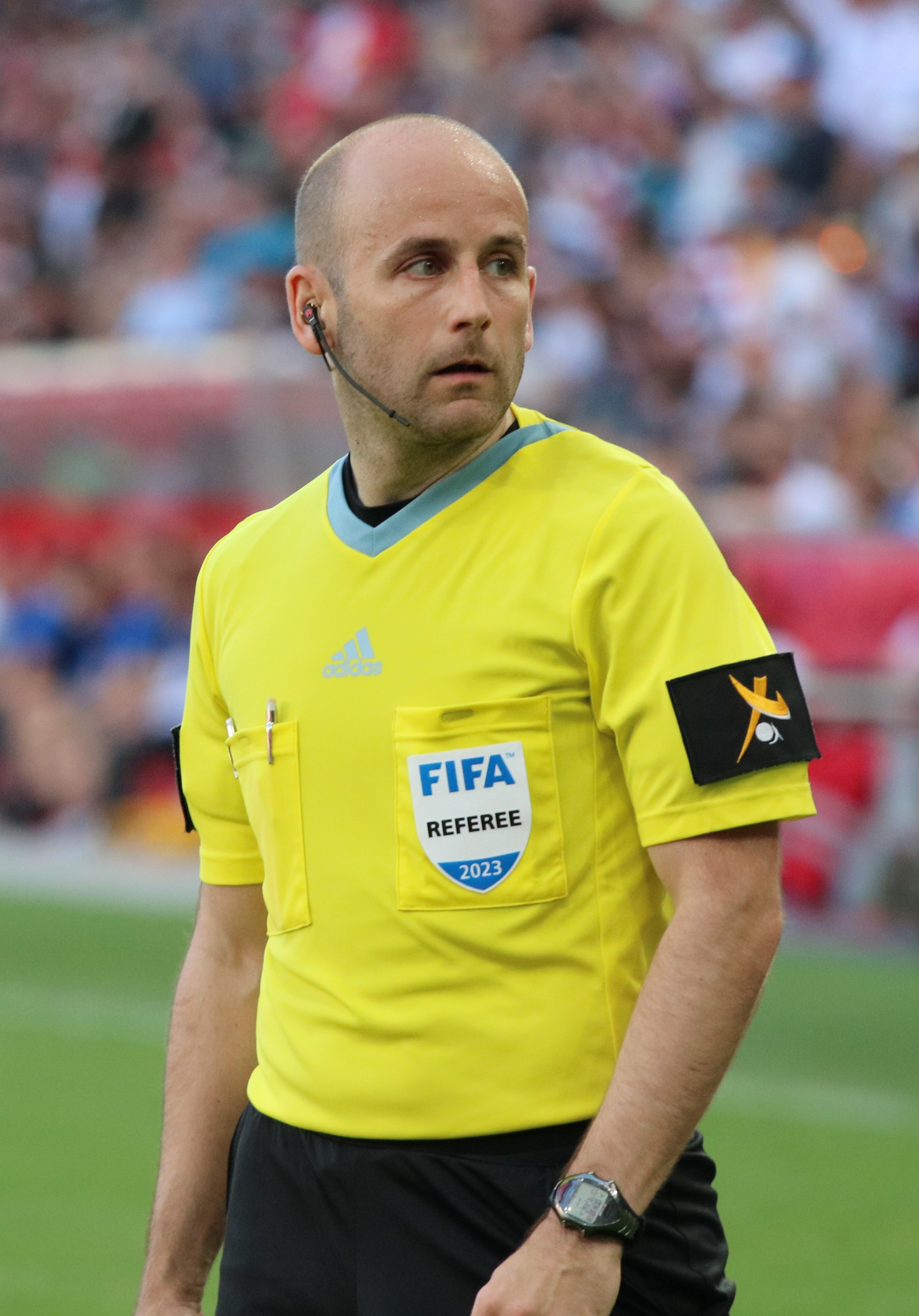
Walter Altmann (* 1984)

- Altmann, Warnfried (* 1958), deutscher Jazz-Saxophonist
- Altmann, Wilhelm (1862–1951), deutscher Musikhistoriker und Bibliothekar
- Altmann, Wilhelm (* 1882), deutscher Kaufmann und Verbandsfunktionär
- Altmann, Wolfgang (* 1952), deutscher Fußballspieler
- Altmann, Yehuda (* 1964), israelischer Fotograf
- Altmann-Althausen, Marisa (* 1960), österreichische Opern- und Konzertsängerin (Dramatischer Mezzosopran)
- Altmann-Gottheiner, Elisabeth (1874–1930), deutsche Frauenrechtlerin und eine der ersten deutschen Hochschullehrerinnen
- Altmann-Loos, Elsie (1899–1984), österreichische Tänzerin, Schauspielerin und Operettensängerin, Ehefrau von Adolf Loos
- Altmar, Graf von Arras, Laienabt von Saint-Médard in Soissons und Saint-Vaast in Arras
- Altmayer, Robert (1875–1959), französischer Generalleutnant
- Altmeier, Hanns (1906–1979), deutscher Maler und Kunstpädagoge
- Altmeier, Peter (1899–1977), deutscher Politiker (Zentrum, CDU), MdL, Ministerpräsident von Rheinland-PfalzPeter Altmeier (1899–1977)

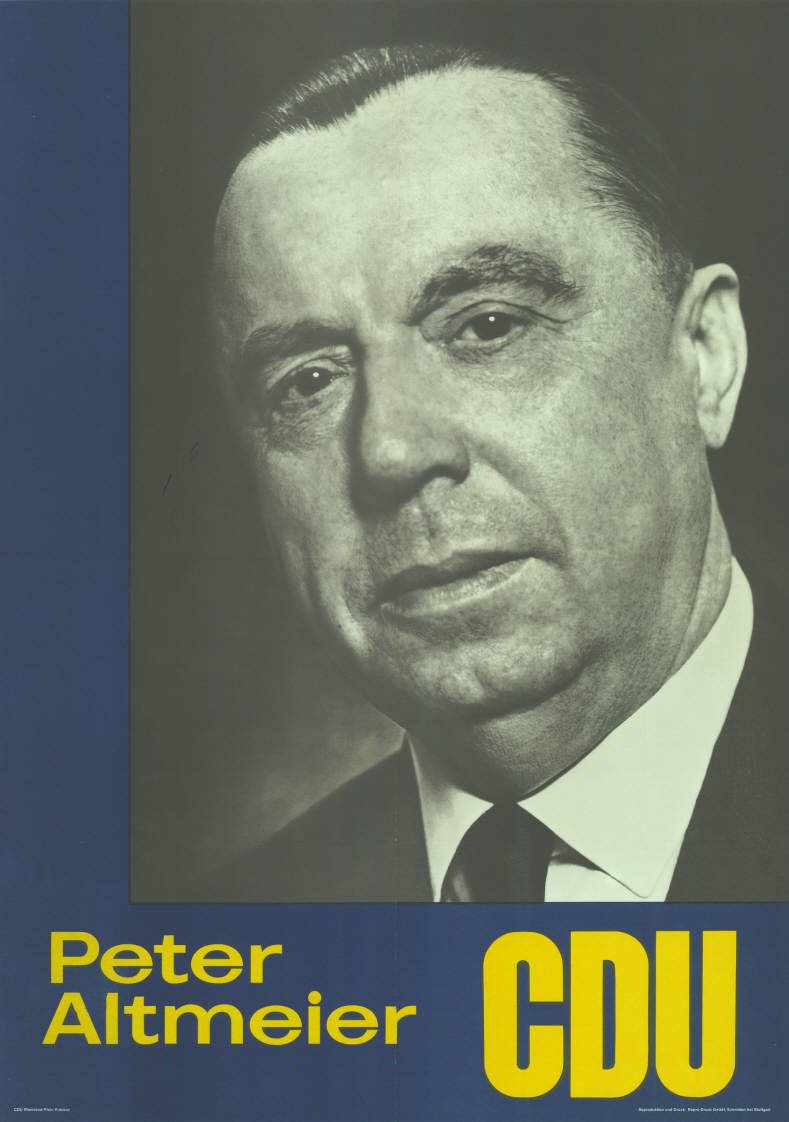
Peter Altmeier (1899–1977)

- Altmeppen, Heiner (* 1951), deutscher Maler und Grafiker
- Altmeppen, Holger (* 1957), deutscher Jurist
- Altmeppen, Klaus-Dieter (* 1956), deutschsprachiger Kommunikationswissenschaftler und Hochschullehrer
- Altmeppen, Sandra (* 1974), deutsche Pflegepädagogin, Hochschullehrerin und Mitglied der Fachkommission nach dem Pflegeberufegesetz
- Altmeyer, Fritz (1928–2013), saarländischer Fußballspieler
- Altmeyer, Hans-Josef (1899–1964), deutscher Staatsbeamter
- Altmeyer, Jeannine (* 1948), US-amerikanische Opernsängerin (Sopran)
- Altmeyer, Klaus (1926–2020), deutscher Journalist und Publizist
- Altmeyer, Markus B. (* 1984), deutscher Autor und Drehbuchautor
- Altmeyer, Martin (* 1948), deutscher Psychologe und Autor
- Altmeyer, Peter (* 1945), deutscher Dermatologe
- Altmeyer, Stefan (* 1976), deutscher römisch-katholischer Theologe
- Altmeyer, Theo (1931–2007), deutscher Opernsänger (Tenor) und Gesangspädagoge
- Altmieks, Nils (* 1987), deutscher Rechtsextremist, Mitbegründer und ehemaliger Deutschlandvorsitzender der Identitären Bewegung
- Altmire, Jason (* 1968), US-amerikanischer Politiker
- Altmöller, Gustav (1704–1772), deutscher Kunstmaler
- Altmüller, Beni (* 1952), österreichischer Künstler
- Altmüller, Carl (1833–1880), deutscher Bibliothekar, Archivar und Autor
- Altmutter, Franz (1745–1817), österreichischer Maler
- Altmütter, Georg (1787–1858), österreichischer Technologe
- Altmutter, Jakob Placidus (1780–1820), österreichischer Maler

### Altn
- Altner, Georg (1901–1945), deutscher Politiker (NSDAP), MdR, MdL, SS-Brigadeführer
- Altner, Günter (1936–2011), deutscher Biologe und evangelischer Theologe
- Altner, Helmut (* 1934), deutscher Biologe, Zoologe, Wissenschaftsmanager und Universitätsrektor
- Altner, Manfred (1930–2020), deutscher Literaturwissenschaftler, Autor und Herausgeber
- Altner, Stefan (* 1956), deutscher Musiker, Musikwissenschaftler und -manager
- Altner, Wolfgang (* 1930), deutscher Bauingenieur, Professor, Rektor und Manager
- Altnikol, Johann Christoph, deutscher Komponist und Organist des Barock
- Altnöder, Guntram (1936–2005), deutscher Musikerzieher

### Alto
- Alto, Einsiedler
- Altobelli, Alessandro (* 1955), italienischer FußballspielerAlessandro Altobelli (* 1955)

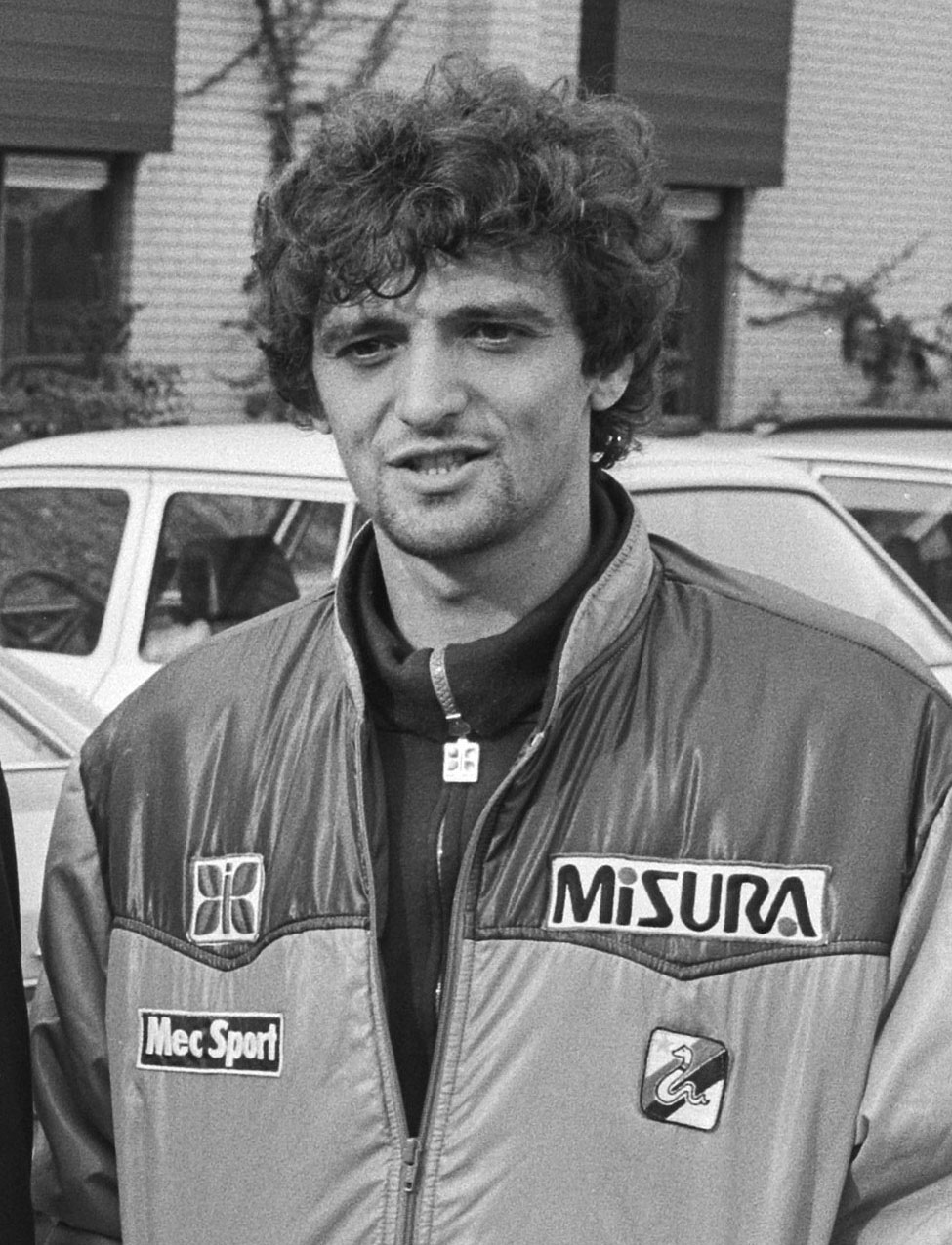
Alessandro Altobelli (* 1955)

- Altobelli, Ilario (1560–1637), italienischer Astronom und Theologe
- Altolaguirre, Manuel (1905–1959), spanischer Dichter
- Altomonte, Bartolomeo (1694–1783), österreichischer Maler
- Altomonte, Martino (1657–1745), Begründer der selbständigen Barockmalerei im österreichischen Raum, Familiare des Stiftes Heiligenkreuz
- Alton, Alexandre d’ (1776–1859), französischer Generalmajor
- Alton, Ann, US-amerikanische Cellistin und Musikpädagogin
- Alton, Ardyth (1916–2007), US-amerikanische Cellistin und Musikpädagogin
- Alton, David (* 1951), britischer Politiker, Autor und Life Peer
- Alton, Johann Baptist (1845–1900), österreichischer Romanist
- Alton, Johann Samuel Eduard d’ (1803–1854), deutscher Anatom
- Alton, John (1901–1996), US-amerikanischer Kameramann
- Alton, Joseph Eduard d’ (1772–1840), deutscher Anatom, Archäologe und Kupferstecher
- Alton, Juliane (* 1966), österreichische Politikerin (Grüne)
- Alton, Marnie, kanadische Schauspielerin
- Alton, Roger (* 1947), britischer Journalist
- Alton, Roland (* 1964), österreichischer Informatiker und Kommunikationsarchitekt
- Altona, Marie (1868–1916), deutsche Opernsängerin (Sopran) und Gesangspädagogin
- Altonji, Joseph G. (* 1953), US-amerikanischer Ökonom
- Altorfer, Erik (* 1966), Schweizer Regisseur und Dramaturg für Theater und Hörspiel
- Altorfer, Esther (1936–1988), Schweizer Künstlerin
- Altorfer, Niki (* 1990), Schweizer Eishockeyspieler
- Altorfer, Richard (* 1949), Schweizer Arzt, Verleger und Politiker (FDP)
- Altorffer, Charles Émile (1881–1960), elsässischer Pfarrer, Beamter und Politiker
- Altori, Karin (* 2006), israelische Tennisspielerin
- Altouvas, Georgios (* 1973), griechischer Geistlicher sowie römisch-katholischer Erzbischof von Korfu, Zante und Kefalonia und Apostolischer Administrator des Apostolischen Vikariates Thessaloniki
- Altoviti, Bindo (1491–1557), italienischer Bankier und Kunstmäzen

### Altp
- Altpeter, Katrin (* 1963), deutsche Politikerin (SPD), MdL
- Altpeter, Werner (1902–1985), deutscher Lebensreformer

### Altr
- Altrad, Mohed, syrisch-französischer Unternehmer und SchriftstellerMohed Altrad

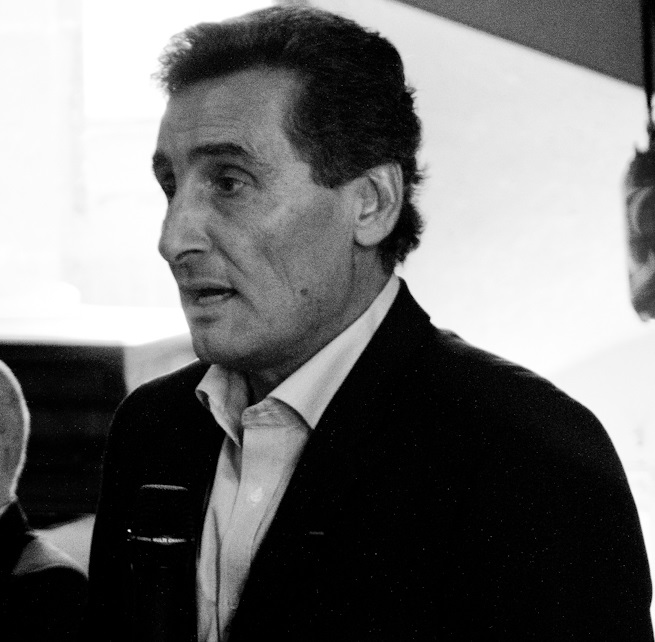
Mohed Altrad

- Altramura, Elio († 2004), italienischer Artdirector und Szenenbildner
- Altrichter, Anton (1882–1954), deutscher Hochschullehrer und Historiker
- Altrichter, Dagmar (1924–2010), deutsche Schauspielerin, Hörspiel- und Synchronsprecherin
- Altrichter, Friedrich (1890–1948), deutscher Generalleutnant, Militärschriftsteller
- Altrichter, Helmut (* 1945), deutscher Historiker und Hochschullehrer
- Altrichter, Herbert (* 1954), österreichischer Pädagoge und Hochschullehrer
- Altrichter, Karl (1844–1917), deutscher Schriftsteller
- Altrichter, Michael (* 1972), österreichischer Unternehmer und Investor
- Altrichter, Michal (* 1965), tschechischer Geistlicher und Religionswissenschaftler
- Altringen, Johann Markus von (1592–1664), römisch-katholischer Geistlicher und Bischof von Seckau
- Altripp, Alo (1906–1991), deutscher Maler und Grafiker
- Altripp, Michael (* 1963), deutscher Byzantinist und Kunsthistoriker für spätantike und byzantinische Kunst
- Altripp, Tobias (* 1998), deutscher Jazzmusiker (Piano, Komposition)
- Altrock, Constantin von (1861–1942), preußischer Generalleutnant, Schriftleiter des Militär-Wochenblattes
- Altrock, Erich (1920–2004), deutscher Schauspieler
- Altrock, Georg von (1857–1919), deutscher Rittergutsbesitzer und Politiker
- Altrock, Hartmut von (1931–2014), deutscher Maler und Grafiker
- Altrock, Hermann (1887–1980), deutscher Sportpädagoge
- Altrock, Hugo von (1851–1927), sächsischer Generalleutnant
- Altrock, Uwe (* 1965), deutscher Stadtplaner
- Altrock, Walther von (1873–1951), deutscher Ökonom und Sachbuchautor
- Altrock, Wilhelm von (1887–1952), deutscher Generalleutnant
- Altrogge, Georg (* 1961), deutscher Journalist
- Altrogge, Günter (1939–2014), deutscher Ökonom
- Altrogge, Werner (1913–1944), deutscher Pilot

### Alts
- Altschäffel, Heinz (* 1934), deutscher Maler
- Altschewska, Chrystja (1882–1931), ukrainische Lehrerin, Lyrikerin und Übersetzerin
- Altschewska, Chrystyna (1841–1920), ukrainische Pädagogin und Organisatorin von Sonntagsschulen
- Altschewskyj, Iwan (1876–1917), ukrainischer Opernsänger (Tenor)
- Altschewskyj, Oleksij (1835–1901), ukrainischer Bergbauingenieur, Industrieller, Bankier und Philanthrop
- Altschikow, Maxim Eduardowitsch (* 2005), russischer Skispringer
- Altschikowa, Ljubow Eduardowna (* 1996), russische Skispringerin
- Altschiller, Hedy (* 1953), deutsche Filmeditorin
- Altschuk, Anna (1955–2008), russische Videokünstlerin, Fotografin und Dichterin
- Altschul, Annie (1919–2001), österreichische Pflegewissenschaftlerin und Hochschullehrerin
- Altschul, Barry (* 1943), US-amerikanischer Musiker (Schlagzeug)
- Altschul, Elias (1797–1865), tschechischer Mediziner und Homöopath
- Altschul, Eugen (1887–1959), russisch-amerikanischer Ökonom
- Altschul, Gertrudes (1904–1962), jüdisch-deutsche Modistin und Fotografin
- Altschul, Lutz (1899–1975), österreichischer Schauspieler
- Altschul, Pavel (1900–1944), tschechischer Journalist, Herausgeber und Fotograf
- Altschul, Rudolf (1901–1963), deutschsprachiger tschechoslowakisch-kanadischer Mediziner und Literat
- Altschul, Stephen (* 1957), US-amerikanischer Bioinformatiker
- Altschul, Walter (1883–1942), tschechoslowakischer Röntgenologe und Opernsänger
- Altschüler, Emil (1879–1942), deutscher Arzt und Chirurg
- Altschüler, Ferdinand Georg (1883–1954), deutscher Jurist
- Altschuler, Glenn C. (* 1950), amerikanischer Historiker und Kulturwissenschaftler
- Altschuler, Lew Wladimirowitsch (1913–2003), sowjetisch-russischer Physiker
- Altschuler, Modest (1873–1963), US-amerikanischer Cellist, Dirigent und Filmkomponist
- Altschuler, Mordechai (1932–2019), polnisch-israelischer Historiker
- Altschuler, Mosche (1887–1969), sowjetischer Journalist, Linguist, Schriftsteller und Übersetzer; Mitglied der Jewsekzija
- Altschuler, Semjon Alexandrowitsch (1911–1983), sowjetischer Physiker
- Altschuller, Genrich Saulowitsch (1926–1998), sowjetisch-russischer Ingenieur und Wissenschaftler
- Altsheler, Joseph Alexander (1862–1919), US-amerikanischer Autor
- Altshiller-Court, Nathan (1881–1968), US-amerikanischer Mathematiker
- Altshuler, Boris (* 1955), russisch-US-amerikanischer Physiker
- Altstadt, Christian Adam (1874–1946), Bürgermeister und Abgeordneter
- Altstaedt, Christoph (* 1980), deutscher Dirigent
- Altstaedt, Ernst (1885–1953), deutscher Internist
- Altstaedt, Nicolas (* 1982), deutscher Cellist
- Altstötter, Josef (1892–1979), deutscher Jurist und Ministerialdirektor im ReichsjustizministeriumJosef Altstötter (1892–1979)

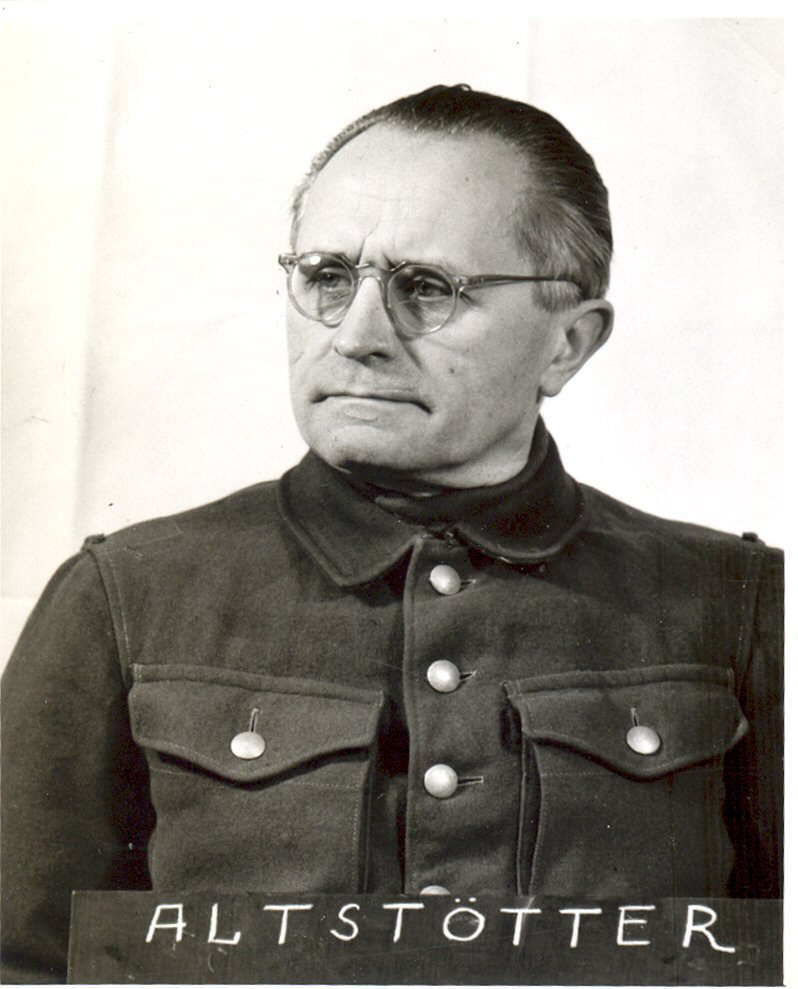
Josef Altstötter (1892–1979)

### Altt
- Altten, Mark (* 1949), deutscher Journalist und freier Autor
- Altthaler, Vitalis (1932–2022), deutscher Benediktiner, Abt des Klosters Ottobeuren
- Alttoa, Kaur (* 1947), estnischer Kunst- und Kulturhistoriker

### Altu
- Altube, Felipe (* 1917), argentinischer Fußballspieler
- Altuchow, Iow Kornilowitsch (1884–1970), russisch-sowjetischer Bildhauer
- Altuğ, Barbaros (* 1972), türkischer Schriftsteller, Journalist und Literaturagent
- Altuğ, Emre (* 1970), türkischer Popmusiker und SchauspielerEmre Altuğ (* 1970)

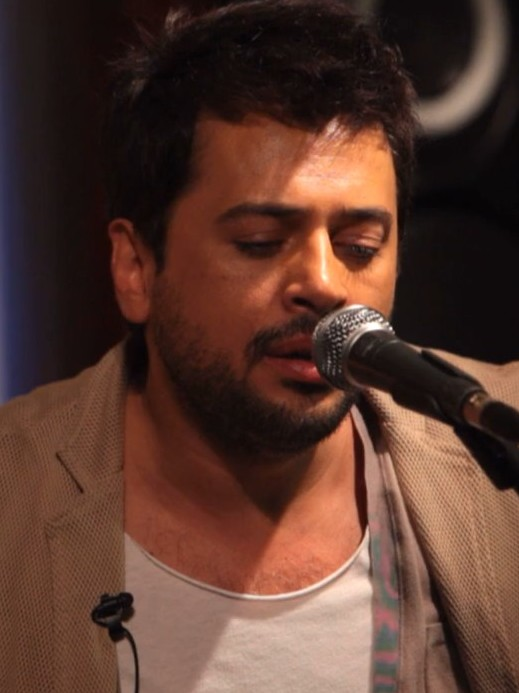
Emre Altuğ (* 1970)

- Altuğ, İrem (* 1980), türkische Schauspielerin
- Altuğ, Tuğçe (* 1987), türkische Schauspielerin
- Altuğ, Turgut (* 1965), deutscher Politiker (Bündnis 90/Die Grünen), MdA
- Altum, Bernard (1824–1900), deutscher römisch-katholischer Priester, Zoologe und Forstwissenschaftler
- Altun, Ahmet (* 1958), türkischer Langstreckenläufer
- Altun, Celal (* 1959), türkischer Sozialaktivist, Vorsitzender der Türkischen Gesellschaft
- Altun, Cemal Kemal (1960–1983), türkischer Asylbewerber
- Altun, Ercan (* 1968), deutscher Schauspieler und Hörspielsprecher
- Altun, Hakan (* 1972), türkischer Musiker
- Altun, Yunus (* 1977), türkischer Fußballspieler
- Altuna, Tuna (* 1989), türkischer Tennisspieler
- Altunaschwili, Sandro (* 1997), georgischer Fußballspieler
- Altunbaş, Metehan (* 2003), türkischer Fußballspieler
- Altundağ, Emirhan (* 2007), türkischer Fußballspieler
- Altunel, Dürdane (* 1995), türkische Taekwondoin
- Altunkulak, Selen (* 1997), französisch-türkische Fußballspielerin
- Altunmeşe, Fırat (* 1990), türkischer Schauspieler
- Altunok, Mehtap (* 1972), türkische Schauspielerin
- Altuntaş, İlhan (* 2003), deutsch-türkischer Fußballspieler
- Altuntaş, Tarık (* 1991), türkischer Fußballspieler
- Altur, José Francisco (* 1968), spanischer Tennisspieler
- Altura, Charles (* 1981), US-amerikanischer Jazz-Musiker
- Altura, Nessa (* 1951), deutsche Schriftstellerin
- Altus, Lee (* 1966), US-amerikanischer Gitarrist russischer Abstammung
- Altuve, José (* 1990), venezolanischer Baseballspieler
- Altuve, Oriana (* 1992), venezolanische Fußballspielerin

### Altv
- Altvater, Elmar (1938–2018), deutscher Politikwissenschaftler und AutorElmar Altvater (1938–2018)

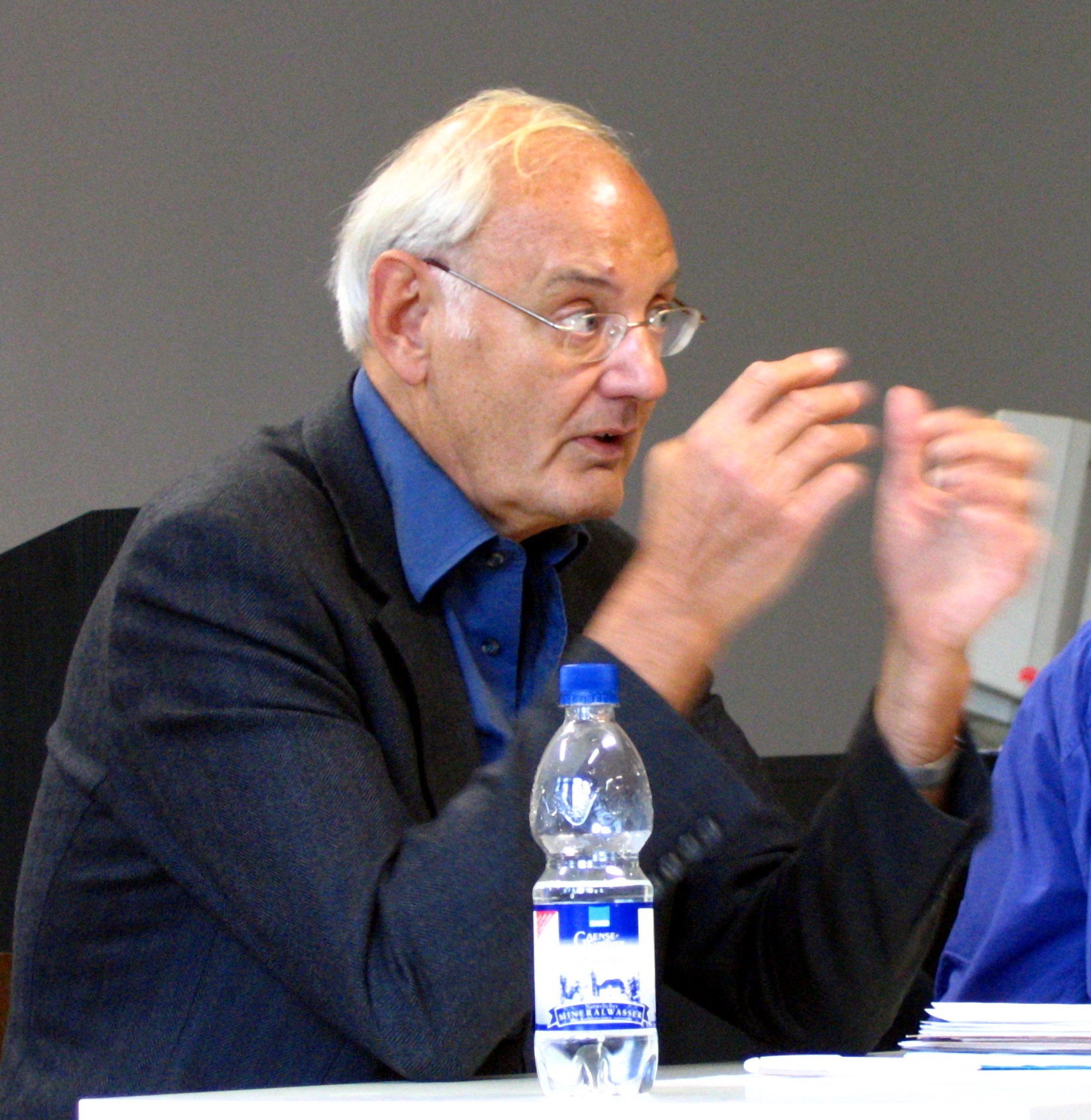
Elmar Altvater (1938–2018)

- Altvater, Heinrich (1842–1913), deutscher Jurist und Präsident des Oberlandesgerichts
- Altvater, Heinrich (1902–1994), deutscher Fußballspieler
- Altvater, Karl Otto (1885–1948), deutscher Offizier und Manager
- Altvater, Richard (1923–2001), deutscher Bauunternehmer und Sportfunktionär
- Altvater, Simon (* 1982), deutscher Kunstradfahrer
- Altvater, Wilhelm (1920–2001), deutscher Politiker (SPD), MdB

### Altw
- Altwasser, Theodor (1824–1879), deutscher Schriftsteller und Dichter
- Altwasser, Volker (* 1969), deutscher Schriftsteller
- Altweck, Gabi (* 1963), deutsche Bahnradsportlerin
- Altweck, Otto (1937–2025), deutscher RadrennfahrerOtto Altweck (1937–2025)

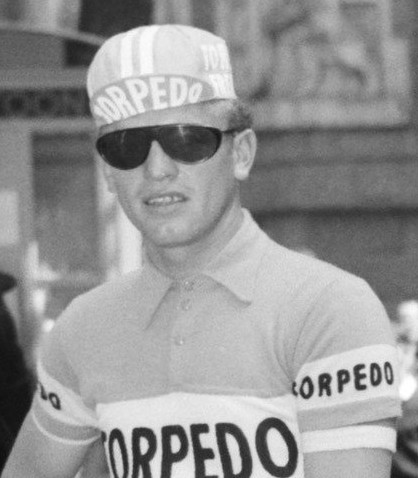
Otto Altweck (1937–2025)

- Altwegg, Hans (1882–1942), Schweizer Chemiker
- Altwegg, Jeannette (1930–2021), britische Eiskunstläuferin
- Altwegg, Jürg (* 1951), Schweizer Journalist und Autor
- Altwegg, Jürg (* 1970), Schweizer Politiker
- Altwegg, Kathrin (* 1951), Schweizer Astrophysikerin, assoziierte Professorin an der Universität Bern
- Altwegg, Livia (* 1992), Schweizer Unihockeyspielerin
- Altwegg, Timon (* 1967), Schweizer Pianist
- Altwegg, Wilhelm (1883–1971), Schweizer Altphilologe, Germanist und Pädagoge
- Altwein, Anne-Katrin (1960–2023), deutsche Bildhauerin, Graphikerin und Autorin
- Altwein, Dorothea, deutsche Mörderin
- Altwein, Erich (1906–1990), deutscher Politiker (SPD), MdL
- Altwein, Fritz (1889–1967), deutscher KPD-Funktionär und Politiker
- Altwicker, Mike (* 1974), deutscher Buchhändler, Moderator, Journalist, Literaturkritiker und Hochschuldozent
- Altwin, Fürstbischof von Eichstätt
- Altwin († 1097), Bischof von Brixen (1049–1097)

### Alty
- Altynbajew, Muchtar (* 1945), kasachischer Armeegeneral und Politiker
- Altynbekowa, Sabina (* 1996), kasachische Volleyballspielerin
- Altynsarin, Ybyrai (1841–1889), kasachischer Lehrer

### Altz
- Altzenbach, Gerhard, Kölner Verleger, Kunst- und Buchhändler
- Altzheim, Johann († 1459), deutsch-österreichischer Ordensgeistlicher und Theologe, Abt des Stiftes Heiligenkreuz
- Altzschner, Catrin (* 1985), deutsche Radiomoderatorin und Autorin
- Altzweig, Christiane (* 1971), deutsche Kunsthandwerkerin